# Slobozia
Slobozia este municipiul de reședință al județului Ialomița, Muntenia, România, format din localitățile componente Bora, Slobozia (reședința) și Slobozia Nouă. Orașul a fost construit pe rămășițele vechii cetăți romane Netindava. Slobozia este cel mai mare municipiu al județului Ialomița, România. Potrivit recensământului din 2002, are o populație de 45.891 de locuitori. Conform ultimelor estimări oficiale ale Institutului Național de Statistică, populația municipiului este în continuă scădere. Stațiunea balneoclimaterică Amara se află la doar 7 km distanță de centrul municipiului, dispunând de o infrastructură dezvoltată pentru tratament. Patroni ai orașului sunt considerați Sfinții Arhangheli Mihail și Gavriil, ocrotitorii primului lăcaș de cult construit în această zonă, încă existent, mănăstirea Slobozia, dar ziua orașului este sărbătorită (încă de la instituire) de sărbătoarea Înălțării Domnului, hramul actualei catedrale episcopale.
Slobozia este cunoscută și datorită Festivalului de muzică „Trofeul Tinereții Amara”, ce se ține în fiecare an în stațiunea Amara, având spectacolul de gală în centrul civic al orașului, Piața Revoluției.
Municipiul Slobozia a reprezentat, de-a lungul veacurilor, un important și înfloritor nod de comunicații și târgovie din zonă. Datorită poziției geografice privilegiate, la intersecția drumurilor ce leagă Occidentul și Nordul de Orient, el a permis, în decursul vremurilor, dezvoltarea multor activități economice și culturale.

## Etimologie
Numele actual al municipiului vine de la cuvântul românesc, de origine slavonă, „slobozie” (sloboda, în rusă слобода́) care desemna o localitate nou înființată care era scutită de anumite dări. Orașul, așezat în mijlocul Câmpiei Bărăganului, era foarte vulnerabil la atacurile turcilor și tătarilor; pentru a încuraja oamenii să se așeze aici, ei erau scutiți de aceste dări, de aici și numele.
La început, numele cu care localitatea se regăsea în hârtiile domnitorilor români din Țara Românească a fost „Vaideei”. După anul 1614, o măsură fiscală luată de domnitorul Radu Mihnea a dus la schimbarea numelui localității în Slobozia. În 1614 domnitorul Radu Mihnea a emis un hrisov prin care a acordat eliberarea de la plata taxelor și impozitelor pentru toți locuitorii din „Vaideei”. Termenul folosit de domnitor a fost acela de „slobozire de la biruri”, adică de eliberare de la plata taxelor locale. Inițial locul s-a numit „Slobozia lui Ianache”, iar din secolul XVIII se este denumită oficial „Slobozia”. 

## Geografie

### Localizare
Municipiul Slobozia este poziționat în centrul Câmpiei Române, la aproape 130 km est de București și 150 km vest de Constanța. Orașul este traversat de râul Ialomița, unul dintre cele mai importante râuri din România. Suprafața totală a localității este de 132,87 km patrati, din care 11.987 ha extravilan și 1.300 ha intravilan.

### Relief
Municipiul se înscrie într-un areal ce face parte din Platforma Valahă, care reprezintă partea coborâtă a Platformei Moesice. Fundamentul solului este foarte vechi și constituit din strat sedimentar de löess. Arealul este afectat de falii, cea mai importantă dintre acestea fiind cea care trece prin Nordul orașului, venind din Dobrogea. Relieful localității, inclusiv cele 11.987 ha din extravilan, a căror altitudine maximă este de 35 m, este constituit pe nisipuri și prezintă ondulări, dune și văiugi, ori depresiuni interdunare orientate N-S sau NE-SV. Se disting în zonă câmpuri, văi, terase și lunci: Câmpul Ciulniței, Terasa Ialomiței, Lunca Ialomiței, Valea Ialomiței. Întinderea aceasta a fost acoperită de ape care, spre sfârșitul Paleoliticului, s-au scurs în Marea Neagră, de aceea solul zonei se constituie din formațiuni aluvionare, cu strat freatic umed și avansat spre suprafață.

### Bogățiile subsolului
Este posibil ca în vatra orașului să nu se fi făcut prospecțiuni mai serioase ale subsolului, în care se afla cernoziomurile soluri propice agriculturii.

### Solurile
Solurile au o fertilitate foarte ridicată, aproximativ 95% din suprafața fondului funciar, avantajată și de relieful de câmpie, permițând condiții foarte bune pentru agricultură.

### Climă și precipitații
Climatul zonei orașului este temperat-continental cu manifestări de excese, adică secetos și cu contraste puternice de temperatură între iarnă și vară. Media anuală a izotermelor este +10 °C și -11 °C, luna cea mai rece a anului fiind ianuarie (temperatură medie -3 °C), iar cea mai caldă iulie (temperatură medie +32,6 °C). Rezultanta este o amplitudine medie a temperaturii de 25,6 °C, care este una dintre cele mai ridicate din țară.

În ceea ce privește precipitațiile, zona are caracter de ariditate. Cea mai uscată lună este februarie (19,0 mm), cea mai umedă este iunie (70,2 mm), media anuală a precipitațiilor fiind de 456 mm. Cantitatea maximă de precipitații la Slobozia în 24 de ore a fost de 69,8 mm și s-a înregistrat la 20 august 1949.

Vânturile predominante sunt crivățul iarna și vara băltărețul.
| Data      | Temperatura minimă  | Data      | Temperatura maximă |
| --------- | ------------------- | --------- | ------------------ |
| ian. 1942 | -30,0 °C (absolută) | aug. 1951 | 44,0 °C (absolută) |
| feb. 1985 | -22,5 °C            | iul. 2007 | 42,7 °C            |

| An/Lună | Ianuarie | Februarie | Martie  | Aprilie | Mai     | Iunie   | Iulie   | August  | Septembrie | Octombrie  | Noiembrie  | Decembrie  | TMA      |
| ------- | -------- | --------- | ------- | ------- | ------- | ------- | ------- | ------- | ---------- | ---------- | ---------- | ---------- | -------- |
| 2016    | 0,5 °C   | 11 °C     | 12,3 °C | 20,3 °C | 21,7 °C | 28,7 °C | 31,1 °C | 29,7 °C | 26,2 °C    | 14,8 °C    | 11 °C      | 4,7 °C     | 17,66 °C |
| 2017    | 1,6 °C   | 4,6 °C    | 14,1 °C | 16,4 °C | 22,6 °C | 29,1 °C | 29,4 °C | 30 °C   | 26,6 °C    | 18,9 °C    | 10,4 °C    | 7,5 °C     | 17,60 °C |
| 2018    | 4,2 °C   | 4 °C      | 7,3 °C  | 22,3 °C | 27 °C   | 28,8 °C | 28,8 °C | 31,7 °C | Necunoscut | Necunoscut | Necunoscut | Necunoscut | Nec.     |

TMA = Temperatură medie anuală
Temperaturile din mai 2018, reprezintă o estimare, urmând să fie actualizate.
Sursă de preluare a temperaturilor - Accuweather

### Distanțele dintre Slobozia și alte reședințe de județ
| Oraș            | Distanța |
| --------------- | -------- |
| Alba Iulia      | 475 km   |
| Alexandria      | 208 km   |
| Arad            | 658 km   |
| Bacău           | 272 km   |
| Baia Mare       | 630 km   |
| Botosani        | 428 km   |
| Brașov          | 242 km   |
| Brăila          | 90 km    |
| București       | 128 km   |
| Buzău           | 92 km    |
| Călărași        | 42 km    |
| Cluj-Napoca     | 507 km   |
| Constanța       | 142 km   |
| Craiova         | 347 km   |
| Deva            | 484 km   |
| Focșani         | 166 km   |
| Galați          | 120 km   |
| Giurgiu         | 195 km   |
| Iași            | 368 km   |
| Miercurea Ciuc  | 309 km   |
| Oradea          | 655 km   |
| Piatra Neamț    | 331 km   |
| Pitești         | 247 km   |
| Ploiești        | 152 km   |
| Reșița          | 607 km   |
| Râmnicu Vâlcea  | 317 km   |
| Roman           | 313 km   |
| Satu Mare       | 677 km   |
| Sfântu Gheorghe | 243 km   |
| Sibiu           | 385 km   |
| Slatina         | 321 km   |
| Suceava         | 418 km   |
| Timișoara       | 635 km   |
| Târgoviște      | 204 km   |
| Târgu Jiu       | 427 km   |
| Târgu Mureș     | 410 km   |
| Tulcea          | 268 km   |
| Vaslui          | 296 km   |
| Zalău           | 585 km   |

## Demografie
Componența etnică a municipiului Slobozia
     Români (84,5%)
     Romi (2,22%)
     Alte etnii (0,32%)
     Necunoscută (12,96%)
Componența confesională a municipiului Slobozia
     Ortodocși (84,16%)
     Alte religii (1,77%)
     Necunoscută (14,07%)
Conform recensământului efectuat în 2021, populația municipiului Slobozia se ridică la 41.550 de locuitori, în scădere față de recensământul anterior din 2011, când fuseseră înregistrați 48.241 de locuitori. Majoritatea locuitorilor sunt români (84,5%), cu o minoritate de romi (2,22%), iar pentru 12,96% nu se cunoaște apartenența etnică. Din punct de vedere confesional, majoritatea locuitorilor sunt ortodocși (84,16%), iar pentru 14,07% nu se cunoaște apartenența confesională.

### Evoluție istorică
Evoluția populației în ultimul secol:
| Anii | Total  | Bărbați (B) | Femei (F) | Procent B | Procent F | B la 100 F |
| ---- | ------ | ----------- | --------- | --------- | --------- | ---------- |
| 1912 | 4.858  | 2.536       | 2.322     | 52,2      | 47,8      | 109        |
| 1930 | 7.591  | 3.748       | 3.843     | 49,4      | 50,6      | 98         |
| 1948 | 7.714  | 3.781       | 3.933     | 49        | 51        | 96         |
| 1956 | 9.632  | 4.692       | 4.940     | 48,7      | 51,3      | 95         |
| 1966 | 12.441 | 6.055       | 6.386     | 48.7      | 51.3      | 95         |
| 1977 | 29.978 | 14.861      | 15.117    | 49.6      | 50.4      | 98         |
| 1992 | 56.048 | 28.184      | 27.864    | 50,3      | 49,7      | 101        |
| 2002 | 52.710 | 26.267      | 26.443    | 49,8      | 50,2      | 99         |

Densitatea populației în ultimii 30 de ani:
| Anii | Populația | Suprafața (Km²) | Locuitori pe Km² |
| ---- | --------- | --------------- | ---------------- |
| 1970 | 14.988    | 108,94          | 138              |
| 1975 | 23.359    | 109.48          | 214              |
| 1980 | 37.043    | 109,48          | 339              |
| 1985 | 44.797    | 132,87          | 338              |
| 1990 | 52.189    | 135,71          | 385              |
| 1995 | 56.972    | 126,72          | 450              |
| 2000 | 55.308    | 126,72          | 437              |
| 2004 | 52.937    | 126,72          | 418              |

010.00020.00030.00040.00050.00060.00019121948196619922011populațiePopulația istorică din Slobozia
Date: Recensăminte sau birourile de statistică - grafică realizată de Wikipedia

## Istorie

### Descoperiri arheologice
Cercetările arheologice au dus la descoperiri ce confirmă existența unor așezări umane în perimetrul actual al orașului încă din perioada neolitică (cca 3000 î.Hr.), ca și prezența neîntreruptă a comunităților locale în acest teritoriu până în epoca feudală, când localitatea începe să capete importanță.

### Prima menționare
| “                                                                | Am dat domnia mea și slobozie pentru trei ani, care va vrea să vină să trăiască în această siliște (Slobozia lui Ianache) | ” |
| — Domnitorul Radu Mihnea, Hrisovul cu prima atestare a Sloboziei | |   |

Așezarea Sloboziei în această parte a Bărăganului s-a datorat unor motive comerciale. Aici, pe malurile Ialomiței, se întâlneau două drumuri comerciale importante: primul venea din Europa centrală, ajungând la Brașov, București, apoi Orașul de Floci (vestit târg medieval distrus complet in jurul anului 1780) și, in fine, Constanța; al doilea lega Orientul Apropiat de Țara Românească prin Constantinopole, Silistra, Călărași, Orașul de Floci, Brăila, Galați.
 
Primul document care amintește de existenta satului Vaideei (Slobozia de azi) este hrisovul emis de Radu Mihnea, în martie 1614, în care postelnicul Ianache Caradja menționa că Siliștea satului Vaideei din județul Ialomița tot și cu tot hotarul, oricât împrejmuiește vechiul hotar... suszisa siliște s-a aflat domnească, a fost pustie, fără oameni încă din zilele răposatului Mihai voevod din primii ani ai domniei lui până în zilele domniei mele, la cel de-al treilea an al domniei în Țara Românescă, fac împreună atâta vreme 20 de ani. Iar mai departe în hristov se precizează că am dat domnia mea și slobozie pentru trei ani, care va vrea să vină și să trăiască în această siliște...

### Denumirile Sloboziei
Documentul ne arată că în aceste locuri existase o așezare mai veche, cunoscută sub denumirea de Vaideei, ce fusese pustiită de război cu 20 de ani înainte, în timpul domniei lui Mihai Viteazul, deci în 1594, acesta fiind anul primei atestări documentare a localității; iar „slobozie”, după cum a explicat și călătorul cărturar Paul de Alep, care a vizitat Slobozia în 1658, însemna un teritoriu liber, unde cine se așează e scutit de anumite obligații fiscale. 
Aceste privilegii au fost reconfirmate de alți voievozi: Leon Tomșa (în 1630), Matei Basarab (1635 și 1636), Grigore Ghica (1672), Șerban Cantacuzino (1679 și 1682), Constantin Brâncoveanu (în 1688). În toate aceste hrisoave de slobozire denumirea Vaideei a fost înlocuită, mai întâi cu apelativul Slobozia lui Ianache, iar din a doua jumătate a secolului al XVIII-lea i se va spune, mai simplu Slobozia.

### Evoluții pe vatra orașului
După slobozirea de dări a satului Vaideei de către voievodul Radu Mihnea, urmată și de acțiuni similare ale altor domnitori, denumirea de Vaideei este înlocuită mai întâi, cu „Slobozia lui Ianache”, iar din a doua jumătate a secolului al XVIII-lea i se va spune simplu Slobozia. În zonă și pe actuala vatră a orașului au mai existat și alte așezari: Cuiburile, Cetățele (distrus de tătari), Slăvica, Bora și Doicești.

Cel mai vechi sat din vatra Sloboziei a fost Cetățelele, localizat în partea de Sud-Vest a actualului municipiu. Este menționat în documente la 16 iulie 1538, când era întărit de voievodul Radu Paisie, împreună cu mai multe sate, spătarului Drăghici, vistierului Udriște și comisului Vintilă, care primeau în această zona mai multe moșii și sate ce se întindeau de la cotul Ialomiței din jos de Orașul de Floci până în dreptul satului Tătariul, aflat pe moșia Lata, în dreptul văii Sărata (adică până în dreptul localității Motâlva de pe malul lacului Amara).

Satul Bora (Buora, Boora- cum mai este consemnat în documente) este menționat din anul 1571 (deci, conform acestor documente, cu 23 de ani înaintea Sloboziei). Hrisovul de la 20 martie 1571 arăta că acest sat exista din timpul lui Pătrașcu cel Bun (1554-1558), el constituind subiect de dispută între boierul Badea și vătaful Zlate. În anul 1577, Bora va intra în posesia vornicului Ivașcu și a nepotului său, Albu postelnicul, care l-a primit moștenire de la Elena, soția vătafului Zlate pentru că le sunt vechi și drepte averi și ocine de moștenire.

Ulterior, o parte din moșia Bora va intra în posesia Episcopiei din Buzău, care va se va îngriji să populeze satul, destrămat din cauza trecerii neîntrerupte a trupelor otomane și tătărești în perioada 1595-1600.

### Catagrafie la 1837

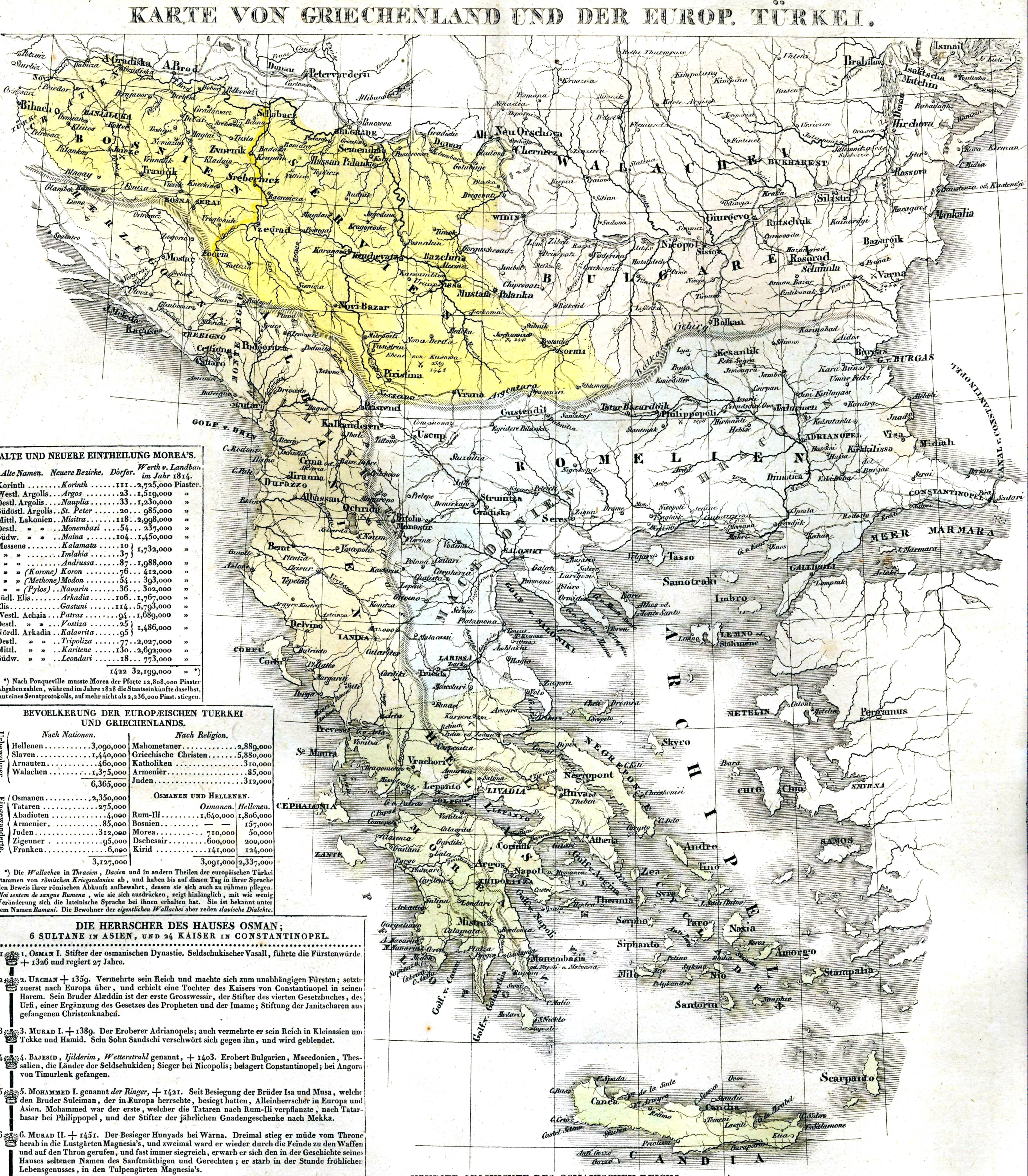
Hartă a Peninsulei Balcanice din 1829 în care Slobozia apare sub denumirea de „Szlobozzie”

Dintr-o catagrafie a satelor plășii Ialomița întocmită la 10 aprilie 1837 de epistatul Constantin Doicescu și înaintată Ocârmuirii județului Ialomița, aflăm că în acel an din cele 216 de familii ale Sloboziei, 125 erau de romani si 91 erau de țigani. Satul Slobozia avea în acel an 612 locuitori liberi, erau lucrate 1.360 de pogoane de pământ (se cultivau numai grâu, porumb, orz și mei) și se aflau în proprietatea locuitorilor 161 de cai, 447 boi, 195 vaci, 672 oi, 8 capre, 161 de râmători și 205 stupi de albine.

### Primul Consiliu Local al comunei
Legea organizării comunelor urbane și rurale și legea pentru înființarea Consiliilor Județene - ambele de inspirație franceză, promulgate în aprilie 1864 de domnitorul Alexandru Ioan Cuza, au îmbunătățit decisiv funcționarea administrației locale. Pentru prima dată, comuna rurală căpăta personalitate juridică, puterea, atribuțiile și activitatea consiliilor locale asigurând independența și autonomia localității. Astfel că și la Slobozia a luat ființă - prin desemnarea membrilor de către 85 de capi de familie, electori - primul Consiliu Local, la 9 august 1864. În acest prim Consiliu au fost desemnați:
- Stanciu Marinache - primar [8]
- Neagu Andrei - ajutor de primar
- Băliguță Andrei - consilier
- Bucur Mărgăritu - consilier
- Tabac Mandache - consilier

### Prima stemă a orașului Slobozia

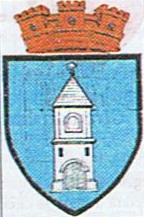
Prima stemă a Sloboziei

La 23 iunie 1922 s-a constituit Comisia Consultativă Heraldică, de pe lângă Ministerul de Interne, compusă din istorici, heraldiști, sigilografi, muzeografi, genealogiști etc. Această comisie va lucra intens și, în perioada 1924-1936, avea să stabilească stemele a peste 170 de municipii și orașe ale țării. Pentru orașul Slobozia, comisia a fost nevoită să creeze o stemă cu totul nouă, orașul neavând un astfel de însemn heraldic până la acea dată.

În termenii consacrați, prima stemă a orașului poate fi descrisă astfel: într-un scut triunghiular cu baza arcuită, pe un câmp de azur este amplasat un turn de mănăstire de argint, dotat cu o poartă cu grătarul închis, tot din argint, și o fereastră larg deschisă; turnul se termină cu o cruce trilobată, ortodoxă, tot din argint. Scutul este timbrat de o coroană murală cu trei turnuri, simbol al orașelor care nu erau reședință de județ.

Interesant este faptul că, după declararea Sloboziei ca oraș-municipiu (1 august 1979), Comisia Locală de Partid și de Stat nu a acceptat în stema propusă - pentru sugerarea trecutului istoric - niciun element din prima stemă a orașului. De asemenea, nu au fost acceptate nici elemente din stema lui Matei Basarab, ori din mănăstirea ctitorită de domnitor. În aceste condiții, deși la Comisia Centrală de Partid și de Stat au ajuns patru proiecte de stemă pentru municipiul Slobozia, aceasta nu a acceptat nicio variantă, datorită absenței elementului de sugestie istorică.

În actuala compoziție heraldică se remarcă un scut tăiat printr-o diagonală galbenă ce poartă însemnele economiei locale: agricultura și industria chimică. În partea superioară dreaptă, pe fond albastru, este reprezentată o construcție religioasă simbolizând mănăstirea „Sfinții Voievozi”, iar pe câmpul din stânga jos, pe fond roșu, este plasat un pergament desfășurat, purtând un sigiliu. Scutul este timbrat în partea superioară de o coroană murală de argint, alcătuită din șapte turnuri crenelate, însemn specific al centrelor urbane - municipiu reședință de județ.

### Devenirea urbană a Sloboziei

Slobozia la anul 1918

Spre sfârșitul secolului al XIX-lea, începutul secolului al XX-lea, Slobozia începuse să capete alură de comună urbană, datorită dezvoltării economice care a determinat și progresul social și edilitar al localității. S-a construit spitalul comunal (1896-1897), s-a înființat oficiul telegrafic (1872), s-a dezvoltat puternic depozitul de armăsari (1893), s-a creat o puternică secție de jandarmi (1895), s-a înființat Ocolul Silvic (1898), s-au construit numeroase case de cărămidă, prăvălii, hoteluri, școli, farmacii, chiar și un cinematograf.

Toate acestea îndreptățeau pe fruntașii comunei Slobozia să înainteze, în ziua de 1 martie 1909, Ministrului Lucrărilor Publice un memoriu prin care solicitau construirea unui pod de fier peste râul Ialomița și mai cereau trecerea comunei Slobozia în rândul comunelor urbane.

După lungi dispute, cele două Camere ale Parlamentului României au luat în discuție memoriile locuitorilor și ale Consiliului Local Slobozia. În Adunarea Deputaților dezbaterile au început în ședința din 2 aprilie 1912. Proiectul de lege prin care Slobozia a fost declarată comună urbană a fost votat pozitiv de 62 de deputați și 3 împotrivă.

De menționat că Senatul a luat în dezbatere proiectul de lege în ședința din 5 aprilie 1912, pe care l-au votat cu o majoritate absolută.

Legea a fost promulgată de Regele Carol I, la 12 mai 1912, în Castelul Peleș din Sinaia și publicată în Monitorul Oficial al României, nr. 28 din 19 mai 1912.

În momentul când a fost declarată comună urbană, Slobozia avea 4.851 locuitori și o suprafață de 266 ha. Trama stradală era formată din 54 străzi, două stradele și o șosea, în total 16,69 Km drumuri. Strada Matei Basarab și locuitorii înstăriți aveau lumină electrică, produsă de un generator electric aflat la moara lui Gheorghe Fuerea.

Statul de funcțiuni al primăriei comunei urbane Slobozia cuprindea:
- un primar
- un secretar
- două posturi de copist
- un post de telefonist
- un om de serviciu

Primul primar al comunei urbane Slobozia a fost Ion Constantinescu, ales în fruntea localității încă din 1907.

### Primul Război Mondial

Vedere generală a orășelului Slobozia la anul 1912

Strada Matei Basarab din Slobozia la 1912

Școala primară de fete din Slobozia

Primăria Slobozia în 1912

Podul de peste râul Ialomița, la Slobozia

Piața centrală din Slobozia în 1912

Mănăstirea Slobozia (imagine de epocă)

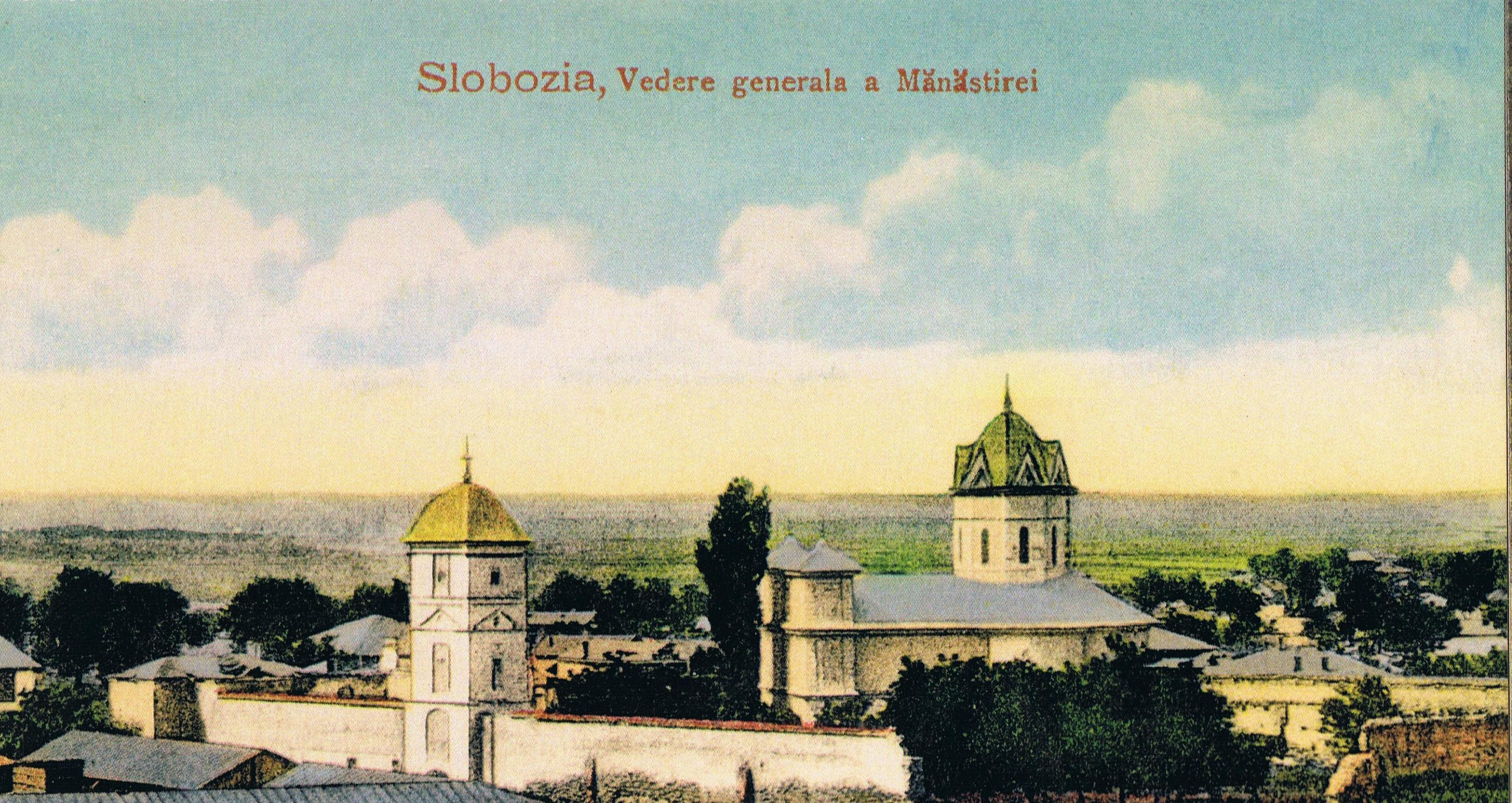
Mănăstirea Slobozia (imagine de epocă)

Mănăstirea Slobozia (imagine de epocă)

Strada Matei Basarab din Slobozia la 1912

Podul feroviar de peste râul Ialomița

Moara fraților Georgescu-Fuerea din Slobozia, element central al economiei orașului în prima jumătate a secolului trecut, renumită în toată regiunea Bărăganului

La data de 19 ianuarie 1919, Primăria Comunei Urbane Slobozia a înaintat Prefecturii județului Ialomița un document reprezentând răspunsul la un chestionar întocmit de Ministerul de Interne prin care se inventariau suferințele populației și distrugerile materiale provocate în anii Primului Război Mondial. Conform acestui răspuns, în Slobozia pagubele pricinuite de acest război au fost majore. În cea mai mare parte, stricăciunile au fost provocate de soldații germani.

Urmând schema impusă de Chestionar, primăria detaliază - pe capitole - urmările neplăcute ale războiului:
- Prin bombardarea aeroplanelor au fost atinse gara Slobozia Nouă și unele locuințe din oraș.
- Vexațiunile și imixtiunile încercate sau suferite au produs mari suferințe însuși primarului, dar și persoanelor sau particularilor, care au fost amendați sau închiși, mulți suferind „cele mai josnice ofense, maltratări, injurii etc.”
- Rechizițiile s-au făcut fără a se întocmi nici cea mai simplă formă legală și se estima că fuseseră luate prin abuz 550 de vite, 450 de cai și 800 de oi plus miei, viței, porci și păsări. Au mai fost luate și clopotele de la biserică, au fost rechiziționate localurile unității militare, localul gării și al ocolului silvic, grajduri și magazii, spitalul local, cantonul serviciului zootehnic și altele, pe timp de 22 de luni, precum primăria, școala de fete, școala de băieți (în care s-au ținut boi, cai, păsări, porci, alimente, muniție etc.). Au mai fost luate multe obiecte de mobilier, mărfuri din magazine, cereale și alimente etc.
- Au fost săvârșite distrugeri, furturi și jafuri la cazarma militară, la podurile de peste râul Ialomița, la gară, la foarte multe clădiri, dar s-au ridicat și bani din casieria primăriei, de la comercianți. A fost grav că s-au distrus și arhive ale autorităților (primărie, școli, ocolul silvic, prefectură, ocupanții bulgari preluând și arhivele legate de Cadrilater).
- Au fost comise crime, violuri și silnicii asupra populației, de la care s-au luat cu forța diverse bunuri casnice și gospodărești. Au fost impuse tot felul de dări și „despăgubiri de război”, obligații de zile-muncă, corvezi etc. Au fost distruse păduri, locuințe, prăvălii. A fost omorât prin împușcare locuitorul Dinu Moroianu pentru că s-a opus la furtul nutrețului din curtea sa.

În urma acestor stricăciuni nu a fost acordată nicio despăgubire.

### Slobozia și Al Doilea Război Mondial

#### În preajma războiului
Evenimentele, atmosfera politică și starea de spirit a populației îngrijorau mult autoritățile în preajma implicării României în cel de-Al Doilea Război Mondial. La 20 mai 1940, Prefectura județului Ialomița a transmis Primăriei Slobozia un document grăitor în acest sens, în care se spune, printre altele: În cercuri restrânse, o seamă de interesați, sau de înstrăinați, de alarmiști de profesie și de năuci cu minți aprinse în căutare de noutăți cu orice preț, își permit să invente sau să colporteze svonurile cele mai lipsite de temei, să lovească admirabila rezistență morală a populației, sau să provoace rătăciri printr-un alarmism nesăbuit, care creează ipotezele neverosimile pentru viitorul apropiat (...). Nu se poate îngădui, asemenea persoane să caute potolirea îngrijorărilor lor sau urmărirea unor scopuri condamnabile prin neliniștirea inutilă a altora, pe străzi, în piețe publice, la bursă, în cafenele (...). Veți executa fără cruțare și fără șovăire, întocmind actele și deferind justiției pe toți acei care se abat de la prevederile legilor în vigoare (...).

Slobozia intra în cel de-al doilea război mondial într-o economică și socială modestă. Cu circa două luni înaintea conflagrației, la 6 aprilie 1941, un inventar al orașului, făcut de primărie înfățișa o Slobozie care avea o populație de 7.292 suflete (Slobozia Nouă avea 1.333 locuitori); existau 69 de străzi, pe 15 dintre acestea erau amenajate trotuare, două erau pietruite și una singură (Matei Basarab) pavată cu piatră cubică de granit, în suprafață de 11.160 m.p. Industria orașului era reprezentată de două mori (Duru și Ștefan Dedinschi), o țesătorie mecanică pentru pânză și o presă mecanică pentru ulei, o instalație mecanică de tricotaje, trei darace de lână și două sifonării („fabrici pentru ape gazoase”).

#### August 1944
În jurnalul de operații militare al Diviziei 10 Infanterie se consemnează amploarea luptelor purtate la Slobozia, în zilele de 29-30 august 1944: Inamicul a fost dezarmat și capturat în zona est Slobozia. Rezultatul luptei: pierderi proprii - un ofițer mort și doi ofițeri răniți, 14 trupă morți, 23 trupă răniți; pierderi inamic - 89 morți, 136 răniți, 340 prizonieri, 20 mașini parte distruse - parte capturate.

Aprecieri precum a existat intenția foarte clară a nemților de a distruge orașul Slobozia, Blindatele germane trăgeau în tot ce rămăsese viu și nedistrus, peste tot numai flăcări, fum, morți și răniți; ori cele care evocă finalul încleștării, în dimineața zilei de 30 august 1944: Peisajul înconjurător, orașul arăta ca după un adevărat dezastru: mormane de moloz și de fer arzând, șanțuri pline cu morți și răniți, mașini blindate răsturnate ori scoase din funcțiune încă arzând. Peste tot mirosea a pucioasă și fier topit - aceste aprecieri, deci, redau sugestiv amploarea unor crâncene operațiuni militare desfășurate la Slobozia. Cu acest prilej, a fost remarcat și eroismul unor slobozeni - Dinu Frățilâ, Constantin Dodu, Andrei Constantin, Gheorghe Gologan, Ion Bucur. Despre caporalul Vasile Constantin se relatează că, deși se afla la părinții din Slobozia în concediu, s-a alăturat ostașilor combatanți și, ajutat de un elev de liceu, a montat o mitralieră în zona mănăstirii și s-a implicat în lupte. A fost rănit și a decedat la spitalul din oraș.

În cea mai fierbinte dintre zile, 29 august, operatoarele telefoniste de la centrala telefonică a orașului, Elena Ionescu și Ioana Zamfir Bazac (căsătorită Busuiocescu), au sfidat primejdia morții și au rămas la posturile lor, reușind să mențină legăturile telefonice de care avea nevoie centrul de comandă militară instalat chiar în clădirea poștei. Acest obiectiv a fost ținta unui foc susținut și, la ora 14, Elena Ionescu a fost grav rănită fiind înlocuită de sora ei.

### Slobozia - reședință de raion
Legea nr.5/6 septembrie 1950, prin care tradiționala împărțire administrativ-teritorială a țării în județe și plăși era înlocuită, după model sovietic, în regiuni și raioane plasează Slobozia printre cele 192 de reședințe de raion din Republica Populară Română. Timp de doi ani, până în 19 septembrie 1952, raionul Slobozia va face parte din regiunea Ialomița, cu reședința la Călărași (împreună cu raioanele Călărași, Fetești, Lehliu și Urziceni), după care va trece la regiunea București. În subordinea orașului se aflau, la acea vreme, localitățile Bora și Slobozia Nouă.

După anii 1960 localitatea a profitat din plin de fondurile provenite din comerțul de pe Dunăre, la vremea aceea județul întinzându-se și pe zona ocupată astăzi de județul Călărași. Aceste avantaje au facilitat o reamanejarare urbanistică drastică, dar bine organizată, ce a transformat localitatea. Aceasta, imbinată cu dezvoltarea industrială forțată (Fabrica de Ulei, Combinatul Chimic, Complexul Furfurol) au provocat o creștere demografică fără precedent pentru localitate.

### Perioada comunistă. Evoluții urbanistice

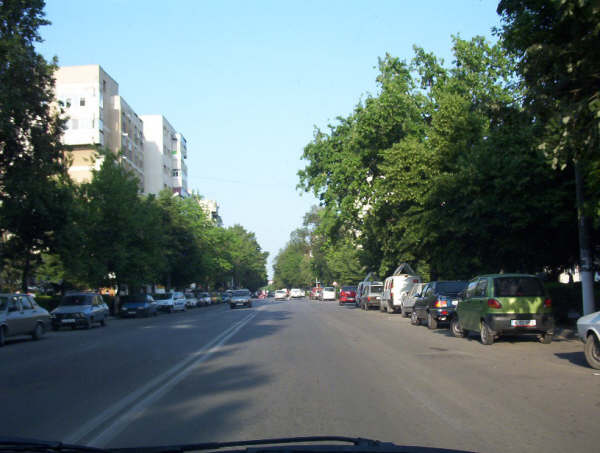
Bd. Matei Basarab

Fără îndoială că necesitatea creării în Slobozia a unui flux de circulație pe arterele stradale, racordat și la dezvoltările și construcțiilor tehnico-edilitare - ca sedii de instituții, de locuit, de comerț sau de prestări servicii - a dus, în mod voit și inevitabil, la sacrificarea zestrei istorice a orașului, care îi conferea atmosfera de târg provincial. Iar dacă după anul 1968, când a început adevărata transformare a orașului, noile construcții și amenajări se înscriau într-o concepție urbană mai mult pe termen scurt, după anul 1974 va avea loc o reală operațiune de sistematizare a Sloboziei, gândită pentru o perspectivă mai îndrăzneață. Și aceasta, într-un fel de grabă presantă, creată de o rapidă creștere populației, în ritmul unei tot atât de rapide industrializări. Coagularea unor puternice centre și repere economice a marcat și dezvoltarea concomitentă sau ulterioară a orașului. Este vorba de constituirea platformelor industriale:
- Sud: Combinatul Chimic
- Vest: industria alimentară
- către Slobozia Nouă: depozite, servicii, mică industrie locală, baze de producție pentru amenajări de drumuri și terenuri agricole
- Est: abatoare de carne

Un trust de construcții industriale, o întreprindere de construcții civile, o întreprindere de îmbunătățiri funciare și un trust de montaj pentru utilaj chimic, cărora li s-au alăturat, conjunctural, unități mai mici pentru lucrări speciale - au fost umerii pe care s-a sprijinit reconstrucția Sloboziei. A fost, din păcate, și perioada în care responsabilitatea și profesionalismul arhitecților și constructorilor aveau de luptat deseori cu diletantismul deciziei politice, cu graba activiștilor care, hotărâți să-și ducă la îndeplinire angajamentele luate, se substituiau specialiștilor prin puterea discreționară a funcțiilor pe care le aveau și sfidau regulile mersului firesc al acestui proces de edificare a unei noi așezări umane. În acest adevărat carusel al construirii un rol foarte important a fost interpretat de Centrul Județean de Proiectare, ale cărui organizare și afirmare ca adevărată instituție de profesioniști se leagă de numele arhitecților Cezar Niculiu și Ioan Grigorescu, respectiv ale inginerilor Gheorghe Georgescu, Mișu Iordache și Mircea Apostol Petrescu.

Dintre personalitățile epocii și-au adus, la începuturile anilor '70, o contribuție semnificativă la zestrea de clădiri a Sloboziei arhitecți precum Nicolae Vlădescu cu proiectul Casei de Cultură a Sindicatelor, Henriette Delavrancea cu blocurile Hangu și BRD-ASIROM. Cornel Dumitrescu cu Studiul de soluție pentru Palatul Justiției.

Perioada reconstrucției a fost puternic marcată de personalitatea echilibrată, modestă și tenace a unui urbanist profesionist, care timp de peste două decenii a fost arhitectul-șef al județului, Gheorgbe Viorel Mițurcă.

Arhitectul Ion Vede, unul dintre importanții autori ai reconstrucției moderne a Sloboziei, împarte ivirea urbanistică a orașului în mai multe perioade:
- 1968-1975 au fost dominați de crearea Bulevardului Unirii cu capetele de perspectivă Casa de Cultură a Sindicatelor - piața CFR; anii în care majoritatea proiectelor pentru Slobozia erau realizate la București și în care s-a finalizat șirul de blocuri de pe strada Gării;
- 1975-1978 au marcat configurarea zonei Piața Muntenia, strada Lacului, Bulevardul Chimiei, zona Casei de Cultură a Sindicatelor, Bulevardul Cosminului și realizarea sediului instituțiilor de justiție; în această perioadă s-a constituit Centrul Județean de Proiectare (primul director a fost arhitectul Cezar Niculiu), care în câțiva ani va avea peste 60 de specialiști și se va implica hotărâtor în ridicarea pe planșetele de proiectare și pe teren a noului oraș;
- 1979-1981 au fost consacrați extinderii spațiului locuibil, finalizându-se zona cuprinsă între blocurile M.F.A. și piața agroalimentară (Piața Mare);
- 1982-1989 au fost cei mai încărcați de amploarea construcțiilor, ani în care a fost demolată cea mai importantă zonă de vechi construcții ale orașului (instituții, prăvălii, bodegi, școli, ateliere etc.) și s-a configurat Bulevardul Matei Basarab, de la Central - Bulevardul Cosminului până la extremitatea estică a orașului (zona MB-urilor), responsabilul acestui proiect fiind arhitectul Ion Vede. Din păcate, obligația specialiștilor de a răspunde unei comenzi politice a făcut să fie închisă cu blocuri perspectiva stradală către mănăstirea „Sfinții Voievozi”, în pofida interdicției de a se trata astfel vecinătatea unui monument istoric. O izbândă urbanistică din acolada acestei perioade a fost desenarea în realitatea materială a înfățișării orașului a centrului comercial de la intersecția Bulevardului Matei Basarab cu strada Ștefan cel Mare, centru dominat de impunătoarea clădire a Magazinului Universal Ialomița (actualmente Ialomița Shopping Center), de esplanada care deschide perspectiva Cercului Militar, cu zona Calipso și galeriile comerciale Elegant.

Ultima perioadă menționată a marcat și alte intervenții în structura urbană a Sloboziei: dezafectarea zonei PECO și mobilarea ei cu blocuri de locuințe și spații comerciale care potențează monumentalitatea edificiului din fundal, cel destinat serviciilor de Finanțe Publice: eliberarea depozite a spațiului urban în care s-a construit un mare magazin de mobilă, devenit apoi prin reamenajare Muzeul Național al Agriculturii; configurarea pieței agroalimentare prin construirea unei mari hale cu parter și etaj și a unui platou acoperit; realizarea celor două esplanade în care domină solemnitatea monumentelor lui Mihai Viteazul (pe Bulevardul Unirii) și al Eroului Necunoscut din Primul Război Mondial (în Parcul Tineretului).

Tot în această perioadă au fost realizate importante lucrări de interes tehnico-edilitar: colectoare de ape menajere și stația de epurare a apelor uzate, termoficarea cu agent termic de la Combinatul Chimic, echiparea blocurilor pentru distribuția de gaz metan, înălțarea și consolidarea digului de pe malul stâng al Ialomiței etc.

După evenimentele din decembrie 1989, unele dintre marile proiecte urbanistice ale Sloboziei au fost abandonate sau amânate: construirea unei noi gări C.F.R., realizarea unui pasaj peste calea ferată la intrarea dinspre București și a unei promenade pietonale pe strada Episcopiei, terminarea lucrărilor începute la Parcul Sportiv din zona sud-estică a localității (stadion cu 18.000 de locuri pe gradene, un complex polisportiv și, în perspectivă, o Sală a Sporturilor).

În anii ce au urmat după decembrie 1989, a apărut în zona de Nord a orașului un nou cartier de locuințe individuale, pe Bulevardul Chimiei a continuat mobilarea urbanistică (lăcașul de cult adventist, sediul B.C.R., sediul societății de electricitate, un cartier rezidențial) și, nu în ultimul rând, în Parcul Tineretului a fost construită și sfințită Catedrala Episcopală, iar pe artera principală a orașului a apărut edificiul CEC.

### Revoluția din decembrie 1989
În ziua de vineri, 22 decembrie 1989, după ora 13, când Nicolae și Elena Ceaușescu fugeau cu elicopterul de pe acoperișul sediului CC al PCR, la Televiziunea Română Mircea Dinescu și Ion Caramitru anunțau căderea dictaturii, rpin cuvintele „Fraților, am învins!”. Erau și momentele în care, la Slobozia, profesorul Oliviu Vlădulescu venea în fața județenei de Partid (actuala clădire a Prefecturii județului), strigând din toate puterile către ferestre: Ieșiți afară, comuniștilor! Plecați! A căzut Ceaușescu al vostru, plecați!. Oamenii de pe stradă au început să se adune, la început mai sfioși și mai temători, iar mai apoi însuflețiți de o agitație ce creștea odată cu sporirea curajului ce-i anima. Câțiva dintre ei au forțat intrarea în sediu, alții li s-au adăugat apoi și, în timp ce aceștia umblau gălăgioși și fără niciun țel pe holuri și prin birouri, activiștii din sediu au fugit care pe unde a putut. Revoluționarii au evacuat-o din sediu pe Alexandrina Găinușe, prim-secretar al județenei de Partid, după ce aceasta încercase, zadarnic, să se adreseze, de la balconul instituției, mulțimii agitate. Aceeași soartă a avut-o și Gheorghe Glodeanu, prim-vicepreședinte al Consiliului Popular Județean.

În orele următoare, pe fondul creșterii stării de agitație în oraș, în care doar anumite personaje din rândul unor activiști de partid, din Securitate, Miliție sau Procuratură se retrăseseră într-o așteptare prudentă, revoluționarii au avut tentative de a se organiza. După miezul nopții, ziarul comunist „Tribuna Ialomiței” apărea ca „tribună” a Revoluției sub un nume nou - „Ialomița liberă”. Noaptea de 22/23 decembrie s-a consumat într-o atmosferă bezmetică, oamenii nu știau exact ce li se întâmplă, iar de sâmbătă evenimentele s-au precipitat luând o turnură periculoasă: pretutindeni circulau tot felul de zvonuri despre iminente pericole, se anunțau atacuri aeriene, despre apa potabilă a orașului se vorbea că ar fi fost otrăvită, că niște copii ar fi fost luați ostatici, că se îndreaptă spre oraș coloane ale unei armate periculoase și alte asemenea. Sâmbătă noaptea a început să se tragă sin toate și spre toate direcțiile cu armament și muniție de luptă, TABurile Unității Mecanizate UM 1088 Slobozia mărșăluind pe cele două artere principale ale orașului (Bdul. Matei Basarab și Bdul. Unirii). În aceasta noapte au murit șapte oameni. Tânărul ofițer de Securitate Gh. Iancu Sârbulescu și șoferul ambulanței în care se afla, Constantin Stan, au fost practic ciuruiți de aproape 60 de gloanțe. Lor li s-au adăugat alți cinci morți: Stan Decu, Dragomir Hâj, italianul Sacchi Paolo, Mărăcinică Nicolae și Nedelcu Iancu, fără să se știe până astăzi de ce au murit acești oameni. În zilele ce au urmat s-au încercat mai multe variante pentru coagularea unei puteri locale și abia pe 26 decembrie, după împușcarea soților Ceaușescu, s-a constituit Consiliul Județean al Frontului Salvării Naționale, alcătuit din 54 de persoane și avându-l în frunte pe ofițerul Constantin Sava. Prin Decretul nr.8/7 ianuarie 1990, acest Consiliu își va pierde atribuțiile, întrucât se înființa Primăria județeană, condusă atunci de Gheorghe Savu. La primăria Sloboziei, abia luni, 25 decembrie, s-a constituit o firavă structură de conducere, care se va consolida abia la 19 ianuarie 1990. Primarii s-au succedat destul de rapid: Adrian Adrienescu, căpitanul Alexandru Stoica, ing. Dumitru Drăghici și, la primele alegeri locale din luna februarie 1992, ing. Ioan Pinter.

### Perioada post-decembristă
A fost perioada în care orașul a început să „funcționeze”: s-a introdus gazul metan în ultimele 925 de apartamente, încheindu-se și montajul conductei principale de gaz, s-au continuat lucrările la câteva blocuri aflate în construcție, fiind finisate și predate locatarilor 132 de apartamente, a început construcția unei noi școli (care a devenit Liceul de Artă „Ionel Perlea”). Tot în această perioadă s-a realizat și s-a dat în exploatare la centrala telefonică legătura automată pe relația internațională. La 17 iulie 1990, ziarul „Ialomița liberă” nota că în prima jumătate a anului valoarea produselor industriale obținute în județ era cu 6,5% mai mare decât nivelele stabilite, la această realizare contribuind un număr de 30 unități economice, dintre care cele mai multe erau din Slobozia: Întreprinderea de Producere și Industrializare a Cărnii de porc (IPIC), Combinatul Chimic, Întreprinderea de Morărit-Panificație (IMP), Întreprinderea de Colectare și Industrializare a Laptelui (ICIL), întreprinderea de ulei și altele.

În luna februarie apărea revista „Provincia”, iar în luna iulie ansamblul folcloric „Doina Bărăganului” efectua un turneu de două săptămâni în Franța. În sfârșit, tot în această perioadă a fost eliberată prima autorizație de liberă practică privată (conform Decretului-Lege nr.54) și a fost repartizat cu ușurință de municipalitate un spațiu pentru activități comerciale. Beneficiar - Ilie Alexandru, cel care în anii următori va construi „Imperiul Hermes”.

## Administrație
Municipiul Slobozia este administrat de un primar și un consiliu local compus din 19 consilieri. Primarul, Dănuț-Alexandru Potor[*], de la Partidul Social Democrat, este în funcție din 1 noiembrie 2024. Începând cu alegerile locale din 2024, consiliul local are următoarea componență pe partide politice:
|  | Partid                          | Consilieri | Componența Consiliului | Componența Consiliului | Componența Consiliului | Componența Consiliului | Componența Consiliului | Componența Consiliului | Componența Consiliului | Componența Consiliului | Componența Consiliului |
|  | ------------------------------- | ---------- | ---------------------- | ---------------------- | ---------------------- | ---------------------- | ---------------------- | ---------------------- | ---------------------- | ---------------------- | ---------------------- |
|  | Partidul Social Democrat        | 9          |                        |                        |                        |                        |                        |                        |                        |                        |                        |
|  | Partidul Național Liberal       | 6          |                        |                        |                        |                        |                        |                        |                        |                        |                        |
|  | Alianța pentru Unirea Românilor | 2          |                        |                        |                        |                        |                        |                        |                        |                        |                        |
|  | Alianța Dreapta Unită           | 2          |                        |                        |                        |                        |                        |                        |                        |                        |                        |

### Împărțirea administrativă
În forma administrativă actuală, municipiul Slobozia este format exclusiv din localitatea de reședință, Slobozia. Ea la rândul ei, este informal împărțită în cartierele:
- Matei Basarab (MB-uri, Mihai Eminescu)
- Cuza-Vodă
- Piața Mare
- Gară
- Central
- Ansamblul Peco
- Gostat (Sadoveanu)
- Bazar (Nord)
- Ialomița
- Case
- Bara Comercială
- Pod (Paradis)
- Mănăstire
- Nordului
- Lacului
- Revoluției (Centrul Civic)
- E14 (E-uri)
- Piața Mică
- 500
- Cărămidari
- Pepinieră
- Cosminului
- Unirii
- Piața Muntenia
- Cartierul Nou
- Elegant (Calipso)
- Tribunal
- Ferdinand
- Cartierul Gării Noi

Zona cartierului Gară
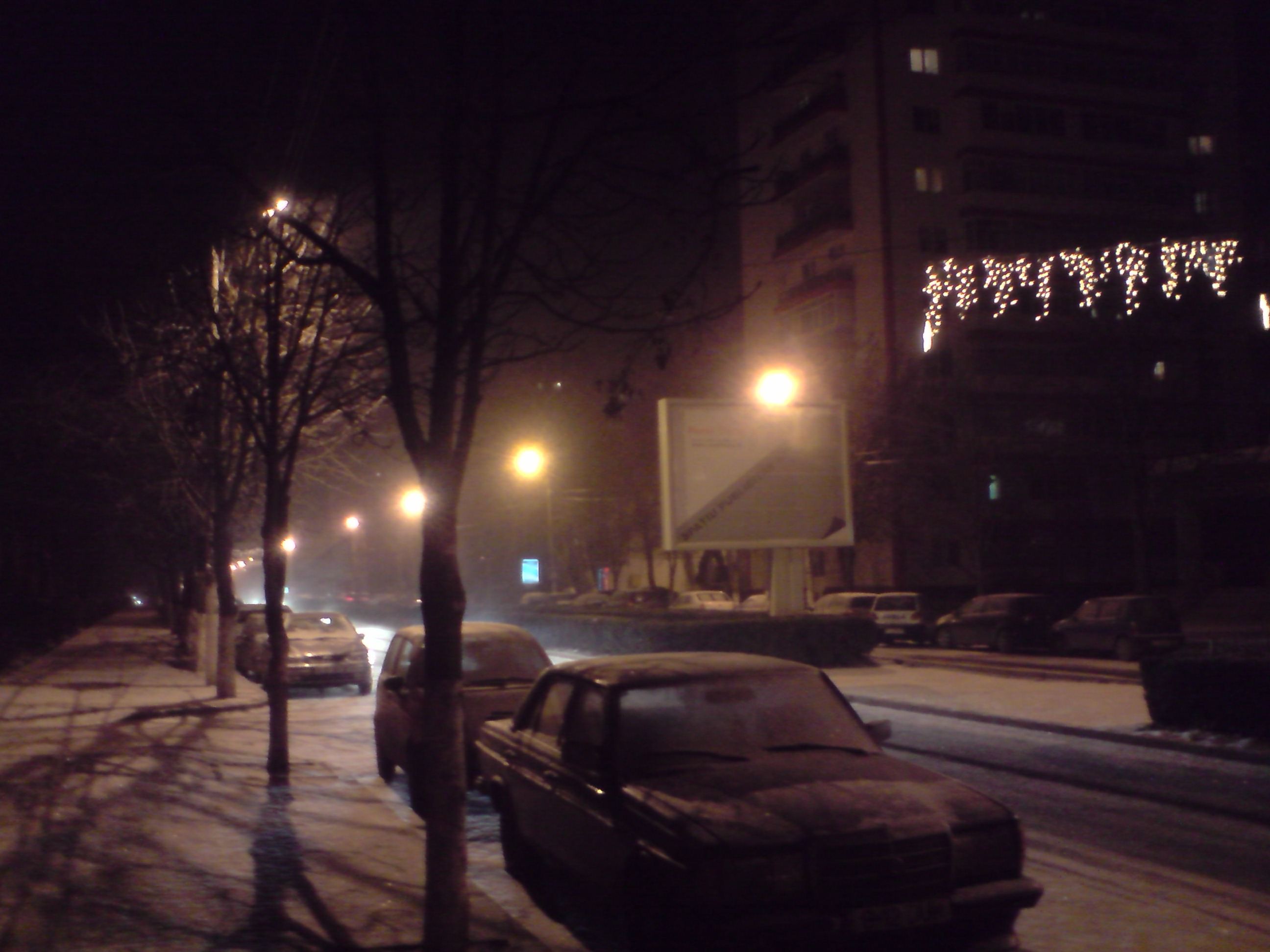
Bulevardul Unirii iarna

### Primarii orașului
Instituția comunală a Sloboziei a luat ființă la 9 august 1864 când, în conformitate cu legea comunală de la 2 aprilie același an, a fost ales primul Consiliu Comunal (localitatea avea atunci 285 de case și 333 de familii) din rândul căruia s-a desemnat și primul primar al Sloboziei care, conform unei informații preluate de la istoricul Mihai Cotenescu, a fost transilvăneanul Bucur Șinca, dar conform lui Alexandru Vlădăreanu acesta ar fi fost Stanciu Marinache. Cert este faptul că pe Bucur Șinca îl găsim menționat, ca primar, pe un document din anul 1868.

Este aproape imposibil de făcut o listă a tuturor primarilor pe care i-a avut Slobozia, cu indicarea exactă a succesiunii lor și cu precizarea perioadei în care ei și-au exercitat mandatul.

Arhivele nu consemnează nicăieri o astfel de listă, iar alcătuirea ei acum este destul de dificilă.

Numele primarilor identificați (cel puțin cinci dintre aceștia au fost primari în mai multe perioade):
- Bucur Șinca (sau Stanciu Mihalache, 1864-1867)
- Andrei Neagu (1867-1869)
- Tache Dobrinescu (1869-1871; 1873-1891)
- Radu Rădulescu (1891-1899)
- Grigore Vlisea (sau Ulisea, 1899)
- Dumitru Teodorescu
- Barbu Haralambie (1907)
- Ion Constantinescu (1908-1913, a revenit după câțiva ani la al doilea mandat)
- Grigore Nicolescu
- Grigore Vlase
- Ion Bârzea
- Alexandru Cornea (1926)
- Titu Teodorescu (1926-1927)
- Alexandru Ghițescu
- Alexandru Cornea (ales de cel puțin trei ori)
- Constantin Copoiu (1929-1933)
- Constantin Luca Cristescu
- Ion Andreescu (1936-1937)
- Vasile Popescu
- Eliad Grigore Eremia (1940)
- Alexandru C. Popilian
- Mihail Ionescu
- Mișu L. Ionescu (1942-1944)
- Tudor Nicolae
- Gheorghe Constantinescu-Buzatu (1946)
- Vasile Butunoiu
- Tudor Roșca (1951)
- Ion Vasilescu
- Dumitru Nițu
- Gheorghe Zainea
- Emil Vlaicu
- Nicolae Ațântișanu
- Dima Bordei (1956-1964)
- Costică Ispas (1964-1968)
- Virgil Dumitrescu (1968, destituit după trei luni pentru "abateri pe linie de morală comunistă")
- Alexandru Ilie (1968-1972)
- Gheorghe Glodeanu (1972-1974)
- Grigore Radu (1974-1976)
- Petre Dobrescu (1976-1979)
- Constantin Paghici (1979-1987)
- Gheorghe Radu (1987-1989)
- Adrian Adrienescu (1990)
- Alexandru Stoica (1990-1991)
- Dumitru Drăghici (1991-1992)
- Ioan Pinter (1992-2003,decedat în funcție)
- Gabi Ionașcu (2003-2012)
- Alexandru Stoica (2012-2016)
- Adrian-Nicolae Mocioniu (2016-2020)
- Dragoș Soare (2020-2024)
- Potor Dănuț-Alexandru (din 2024 actual primar)

### Evoluții politice după Revoluția din decembrie 1989
La 1 august 1990, Dumitru Drăghici a fost numit primar al Sloboziei, acesta rămânând în funcție până la alegerile locale din 9 februarie 1992.

La alegerile locale din februarie 1992, pentru funcția de primar al Sloboziei s-au înscris 9 candidați, iar pentru cele 23 de mandate de consilieri au intrat în cursă 99 de candidați. După primul tur de scrutin au rămas în cursa pentru fotoliul de primar Ioan Pinter, care era viceprimar, din partea Frontului Salvării Naționale (FSN), cu 8.615 voturi, și Nicu Dinu, aflat pe listele Partidului Democrat Agrar din România, cu 4.903 voturi. Cei 23 de consilieri alesi au fost:
- 10 - FSN
- 6 - CDR
- 4 - PDAR
- un independent
- 1 - Partidul Republican
- 1 - Alianța Romilor

Cu 15 voturi pentru, Gabi Ionașcu a fost ales unul dintre cei doi viceprimari, ședința de constituire a Consiliului Local desfâșurându-se în ziua de 6 martie. În turul al doilea al alegenlor pentru desemnarea primarului, Ioan Pinter a câștigat cu 66,3% din voturile exprimate, prezența la urne fiind de 44,4%.

La alegerile locale din 2 iunie 1996, dintre cei 10 candidați pen funcția de primar au intrat în turul al doilea Ioan Pinter (PDSR) care era primarul în exercițiu și care obținuse 13.817 voturi, față de 6.400 de vot ale contracandidatului său, liberalul Florin Gherman, din partea Convenției Democrate. Rezultatul turului al doilea a fost: Ioan Pinter - 10.399 voturi, cu care a câștigat, Florin Gherman - 5.143 de voturi. La 22 iunie 1996 s-a constituit Consiliul Local, care avea în componență:
- 8 - PDSR
- 5 - CDR
- 2 - USD
- 2 - PSM
- câte unul din partea altor formațiuni politice: PDAR, PRM, PS, PNA, PUR, PAC

Viceprimari fost aleși Gabi lonașcu și Nicolae Costea.

La 4 iunie 2000, Ioan Pinter va câștiga al treilea mandat de primar al Sloboziei. Candidând din partea PDSR, el va acumula în turul al doilea 66,4% din voturi, în competiție cu contracandidatul său din partea PD, Constantin Negoiță. Alegerile locale din anul 2000 au fost marcate de o slabă participare la vot, numai 40%. La constituirea Consiliului Local (joi, 22 iunie) mandatele au fost împărțite între patru partide: 
- PDSR - 14
- PD - 3
- PNL-3
- PRM - 3

La 2 octombrie 2003, la vârsta de 61 de ani, primarul Ioan Pinter a decedat. El fusese timp de un an viceprimar al Sloboziei (numit la 21 aprilie 1991) și apoi primar ales în 1992, 1996 și 2000. Post mortem, Ioan Pinter a fost declarat "Cetățean de Onoare al municipiului Slobozia" la 24 octombrie 2003. Primar interimar a devenit unul dintre viceprimari, inginerul Gabi Ionașcu.

Ziua de 6 iunie 2004 a marcat desfășurarea unui nou scrutin al alegerilor locale. Pentru demnitatea de primar al Sloboziei s-au înscris pe listele electorale 12 candidați. Rata de participare la vot a fost de 50,03%. Pentru turul al doilea (20 iunie) au rămas în cursă pentru fotoliul de primar Maria Petre (PD) cu 8.759 de voturi și Gabi Ionașcu (PSD) cu 8.751 de voturi. În turul al doilea (prezența la vot - 48%), Gabi Ionașcu a câștigat în fața Mariei Petre la o diferență de 828 de voturi. Structura politică a consiliului local (al cărui număr de consilieri a scăzut la 21) a fost:
- 11 mandate pentru Alianța D.A. (PD și PNL)
- 9 mandate pentru PSD
- un mandat pentru PRM.

Campaniile electorale pentru alegerile locale și generale, dar nu numai, au adus și la Slobozia în acești ani personalități ale vieții politice românești din acei ani: Ion Iliescu, Petre Roman, Emil Constantinescu, Corneliu Coposu (la 25 septembrie 1995), Radu Câmpeanu, Theodor Stolojan, Traian Băsescu, Corneliu Vadim Tudor, Adrian Năstase etc. În vara anului 1998, s-a aflat la Slobozia și Regele Mihai.

## Servicii publice

### Gospodărirea apelor
În zona municipiului Slobozia s-au realizat lucrări de apărare împotriva inundațiilor prin îndiguirea și regularizarea cursului râului Ialomița, iar în bazinul hidrografic al râului s-au executat lucrări de amenajare complexă reprezentate de acumulări pe cursul superior și mijlociu în vederea atenuării viiturilor. Starea digurilor nu este pe deplin satisfăcătoare datorită neîntreținerii lor.

### Alimentarea cu apă
Municipiul Slobozia dispune de un sistem centralizat de alimentare cu apă potabilă care deservește consumatorii casnici, consumatorii publici și o parte din consumatorii industriali. Din acest sistem se alimentează și orașul Amara. În prezent se folosește frontul de apă captat din Dunăre (în dreptul comunei Modelu), dar se dorește schimbarea sursei apă de suprafață cu apă din pânza freatică în special datorită faptului că în prezent orice accident de poluare chimică sau radioactivă a fluviului Dunărea poate constitui o amenințare pentru municipiu, acesta putând rămâne fără apă o perioadă îndelungată. O altă categorie de disfuncționalități o constituie subdimensionarea unor conducte și utilizarea unor conducte de azbociment, material care s-a demonstrat a fi nociv pentru sănătatea populației.

Dată fiind poluarea fluviului Dunărea și expunerea municipiului Slobozia la accidente de poluare chimică și radioactivă Consiliul Local al Municipiului a decis implementarea unui proiect care constă în schimbarea sursei de apă care să alimenteze rețeaua de apă potabilă a municipiului. O rezervă de apă cu un grad ridicat de potabilitate a fost identificată și primul foraj a fost executat în vederea realizării unei surse de apă subterane din frontul de captare paralel cu DN 21 Brăila, Călărași de la adâncimea de 110 m din stratul hidro-geologic Frățilești (alimentare începută la data de 1 iulie 2009). Utilizarea apei din sursă subterană va duce la reducerea numărului de afecțiuni de origine hidrică, reducerea riscului de întrerupere a alimentării cu apă urmare unor accidente ecologice pe fluviul Dunărea, creează apariția unui disponibil de apă care va fi folosit la dezvoltarea ulterioară a rețelei municipale de apă și poate face din municipiul Slobozia furnizorul de apă din zona periurbană.

### Canalizarea și epurarea apelor uzate
Apele uzate menajere sunt colectate și transportate către stația de epurare prin intermediul unei rețele gravitaționale cu trei trepte de pompare. Canalizarea pluvială evacuează apa din precipitații direct în râul Ialomița și într-unul dintre canalele de desecare. Principala problemă a rețelei de canalizare este faptul că aceasta a rămas în urma rețelei de alimentare cu apă, existând zone importante din municipiu care nu beneficiază de colectoare de canalizare la care se adaugă și faptul că o mare parte din colectoarele menajere au devenit subdimensionate datorită racordării de noi consumatori. Rețeaua de canalizare trebuie extinsă și pe platformele industriale ale orașului, în special pe platforma Vest. Lucrărilor de extindere trebuie să li se adauge lucrări de decolmatare a canalizării pluviale. Modernizarea și extinderea canalizării menajere și a celei pluviale trebuie corelată cu modernizarea uzinei de epurare a orașului, în special datorită faptului că stațiile de preepurare ale agenților industriali funcționează necorespunzător, ceea ce duce la creșterea încărcăturii poluante deversate în râul Ialomița.

### Alimentarea cu căldură
Urmare a creșterii prețurilor la agentul termic numeroase debranșări de la instalația de termoficare au fost înregistrate. În prezent în municipiul Slobozia nu mai sunt în funcțiune cele 17 puncte termice și 5 centrale termice folosite la alimentarea cu agent termic a blocurilor și dotărilor publice, există de asemenea centrale termice de bloc și numeroase centrale de apartament.

Dat fiind că principala cheltuială din bugetul unei familii este cea cu încălzirea locuinței trebuie promovat și implementat de către autoritatea locală împreună cu asociațiile de proprietari a unor proiecte de reabilitare termică în cadrul legislativ creat de Legea 260/2006 privind aprobarea Ordonanței de urgență a Guvernului nr. 187/2005 pentru modificarea Ordonanței de urgență a Guvernului nr. 174/2002 privind instituirea măsurilor speciale pentru reabilitarea termică a unor clădiri de locuit multietajate.

### Alimentarea cu gaze naturale
Municipiul Slobozia este alimentat cu gaze naturale din sistemul național de transport și distribuție prin intermediul conductei magistrale de transport Jugureanu – Călărași la care este racordată rețeaua de alimentare cu gaz natural a municipiului Slobozia. În prezent rețeaua de distribuție cu gaze naturale este în curs de extindere și funcționează în condiții tehnice corespunzătoare.

### Alimentarea cu energie electrică
Alimentarea cu energie electrică se face din Sistemul Energetic Național prin două stații de 110-20 kV. Rețeaua de medie tensiune (20 kV) și cea de joasă tensiune sunt de tip subteran în zonele de blocuri și aeriene în zonele periferice, cu locuințe individuale. Rețeaua de iluminat public este separată de cea a consumatorilor casnici. Gradul de încărcare al rețelelor este de 70 – 80%.

### Managementul deșeurilor
Managementul deșeurilor în municipiul Slobozia a fost primul serviciu public exploatat în sistem privat din județul Ialomița. De la sfârșitul anului 2005 municipiul Slobozia și o parte din județul Ialomița este deservit de Platforma de depozitare Deșeuri Nepericuloase Slobozia, situată pe șoseaua Amara.

## Relații externe

### Orașe înfrățite
- Veles, Macedonia
- Silistra, Bulgaria
- Razgrad, Bulgaria
- Sapri, Italia
- Nanyang, Henan
- Frescada, Italia

## Economie

### Caracteristici economice
Principala problemă economică a județului Ialomița și implicit a municipiului Slobozia este numărul relativ restrâns de activități economice care se structurează în principal pe exploatarea resurselor din agricultură. Chiar dacă unele dintre aceste sectoare sunt capabile să facă față concurenței naționale sau internaționale, gama restrânsă de activități limitează potențialul de dezvoltare. Pe măsură ce economia se maturizează este necesară dezvoltarea unor activități centrate pe o înaltă calitate a resurselor umane, având implicit o valoare economică adăugată mare. Tocmai de aceea una dintre principalele probleme strategice este tocmai dezvoltarea resurselor umane.

Economia Sloboziei, care în noile condiții create de Revoluția din decembrie urma să treacă de la organizarea de tip socialist la aceea bazată pe principiile economiei libere, de piață, pornea în anul 1990 de la premise destul de generoase, caracterizate de diversificare, funcționalitate și, în mare măsură, profitabilitate. Domeniile erau: industria chimică (Combinatul de îngrășăminte chimice); industria alimentară (Industria cărnii, întreprindere de ulei, Fabrica de produse lactate, întreprinderea de morărit și panificație, Avicola); industria textilă și de confecții (Filatura de bumbac, țesătoriile manuale de covoare din cadrul industriei locale și cooperației de consum, confecții textile); prelucrarea lemnului (fabrici de mobilă și ateliere de împletituri); construcții civile și industriale (IACMI, TMUCB); agricultură (IAS și CAP Slobozia); comerț cu ridicata (BATMA, BJATM, ICRA); comerț cu amănuntul (ICSAAP, ICSMI), la care se adăuga o gamă de servicii care satisfăcea toate nevoile populației.

În decursul anului 1990, ponderea activității economice a continuat să fie deținută în Slobozia tot de întreprinderile cu capital de stat, sectorul particular înlesnit de Decretul-Lege nr.54 ajungând la o pondere de doar 5% din economia municipiului și fiind reprezentat, în exclusivitate, de comerțul cu amănuntul. Dar, ca pretutindeni în țară, și în Slobozia au produs efecte descătușările economice reglementate de actele normative ale anului 1990: legea 15 privind reorganizarea unităților economice de stat în regii autonome și societăți comerciale. Decretul-Lege 54 privind organizarea și desfășurarea unor activități economice în mod independent, Legea 31 privind societățile comerciale, Legea 66 privind organizarea și funcționarea cooperativelor meșteșugărești.

Noul cadru legislativ a fost completat și de înființarea Camerelor de Comerț și Industrie din România (Decretul-Lege 139/11 mai 1990), urmarea fiind că și în județul nostru, din inițiativa unor comercianți, s-a constituit Camera de Comerț, Industrie și Agricultură Ialomița, care și-a început imediat activitatea după recunoașterea ei de către Guvern prin Hotărârea nr.799/1990.

În anul 1991, economia municipiului Slobozia începe să capete alte valențe. Camera de Comerț, Industrie și Agricultură începe să înregistreze mereu mai mulți agenți economici (Asociații Familiale, persoane fizice autorizate, societăți în nume colectiv, societăți in comandită simplă, Socirtăți cu Răspundere Limitată și Societăți pe Acțiuni). Prima firmă înmatriculată în județul Ialomița a fost Combinatul pentru producerea, industrializarea și comercializarea cărnii de porc, cu sediul în Slobozia, având numărul de înmatriculare J21/1/1991, cu capital de stat. Prima societate cu răspundere limitată (SRL) cu capital privat, sediul de asemenea în Slobozia, a fost "Flora SRL", înmatriculată sub numărul J21/15/1991. Aceasta a avut la înființare un capital social de 100.000 lei, iar ca obiect de activitate comerțul cu amănuntul de mărfuri industriale și produse alimentare.

Anul 1991 a fost marcat de o accentuată dezvoltare a sectorului privat. Interesant este însă faptul că graba intrării în noul sistem economic, lipsa de pregătire managerială și încă mulți alți factori au făcut ca privatizările din acest an să fie cel mai puțin performante, să eșueze în încetări de activitate sau falimente. Cifrele sunt un argument: din total de 369 de agenți economici înmatriculați în anul 1991, până la finele anului 2005 au mai rămas 188. Deci aproape jumătate, din care 109 SRL-uri, s-au "pierdut pe drum" fiindcă nu au rezistat în fața provocărilor și exigențelor unui sistem economic nou și necunoscut, concurențial, necruțător cu improvizația.

La sfârșitul anului 2005, în Slobozia mai funcționau doar două societăți cu capital de stat - URBAN S.A. și DRUMURI ȘI PODURI S.A. - în timp ce numărul societăților cu capital privat, active juridic, ajunsese la 3.220, cu un capital social de 232.390.000 RON, în forma de organizare a acestora predominau SRL-urile (2.308 agenți economici, urmate de PF - 502 și AF - 163 (adică "Persoană Fizică" și "Asociație Familială") numărul societăților pe acțiuni (S.A.) fiind de 130. Este foarte important de subliniat și alte componente, consecințe ale creșterii sectorului privat: mai multe produse și servicii, un aport mai substanțial al veniturilor din taxe și impozite la bugetul local, precum și crearea continuă a locurilor de muncă, sectorul absorbind la finele anului 2005 un număr de aproape 13.000 de salariați, din totalul de circa 17.000. Cei mai mulți dintre aceștia lucrau în sectoarele aflate în relație cu agricultura, urmați de cei din industrie, comerț, construcții, servicii etc. Și cifra de afaceri în sectorul privat din Slobozia era semnificativă. în anul 2004 de exemplu, aceasta a depășit 11.000 de miliarde lei vechi. Se adaugă la toate acestea mutațiile survenite în peisajul urbanistic, în starea materială a oamenilor, în schimbările pe care le cunosc mentalitatea, gradul de civilizație. Este de menționat în acest context și faptul că, în ultimii ani, construcția de locuințe particulare cu un grad sporit de confort - multe tip vilă - a luat o amploare deosebită, la orizontul anului 2007 conturându-se deja câteva cartiere de astfel de locuințe. Suprafața locuibilă în acest tip de case depășea 100.000 m.p. în anul 2005. Aceasta se adaugă locuințelor din cele 412 blocuri din oraș, în care majoritatea celor 15.827 de apartamente au fost supuse de proprietarii lor unor importante lucrări de modernizare.

Structura economică a municipiului Slobozia în anul 2007 apare mult diferită de aceea din 1990. În rezumat, aceasta este: 
- industria chimică (Amonil, Chimilin, Marchim Prod)
- industria de prelucrare a cauciucului și maselor plastice (Pet Star Holding)
- industria alimentară (Teletext, Avicola, Top Food Impex, Tritipan, Rusalca, Elsapan, Baron, Ovicom, Cocor, Expur)
- industria lemnului și a mobilei (Net-I-Com, Prodecor, Viprod, Fidias, Mobila, Orizont)
- tehnologia informației, telecomunicații (Gamatel, Softex, RTS Telecom (VPNET) Arhivat în 27 decembrie 2009, la Wayback Machine.)
- industria confecțiilor (Carreras, Lamar, Sorina)
- agricultură (Somalex, Estrella, Midagro, Almar, Comasil)
- construcții civile și industriale (Constrif, Stractural, Omega Invest, Drumuri și Poduri, Concivic), precum și numeroase firme de servicii, comerț cu ridicata și cu amănuntul.

După anul 1990, numeroase produse și servicii au apărut ca noutăți în economia orașului și în viața locuitorilor: societăți de consultanță și de audit, servicii de televiziune prin
cablu și internet, telecomunicații, servicii de pază și protecție, servicii bancare diversificate, producție de preforme și PET-uri, de lacuri și vopsele, tâmplărie de aluminiu și PVC etc. Toate acestea și încă multe altele se conjugă cu grija pentru calitate, cu dotările moderne, cu schimbarea înfățișării spațiilor comerciale și de servicii, cu automatizarea și computerizarea operațiunilor, cu sporirea gradului de civilizație în sistemul de relații ofertant-beneficiar.

Utilizând o grilă de criterii, care au ca referință bilanțurile anuale și indicatorii economici de eficiență, Camera de Comerț, Industrie și Agricultură Ialomița antrenează firmele private într-un concurs anual - "Topul județean al firmelor". Comunitatea de afaceri din Slobozia beneficiază și de o serie de acțiuni - Saloane, Târguri și Expoziții, Colocvii și alte tipuri de întâlniri ale oamenilor de afaceri, unele dintre ele cu o continuitate care le-a consolidat prestigiul: Agroial - Partener (13 ediții), Salonul de construcții și arhitectură (10 ediții), Femina Star (8 ediții), Salonul Auto (3 ediții), etc. La acestea se adaugă și alte inițiative: misiuni economice în peste 16 țări, la care au participat aproape 400 de oameni de afaceri, prezentări de firme și de produse, cursuri de calificare și de perfecționare, de management, întâlniri de afaceri, seminarii, simpozioane, participări la târguri internaționale.

În cei 19 ani care s-au scurs de la Revoluția din decembrie 1989, Slobozia nu a beneficiat de o investiție străină majoră, deși există 125 de agenți economici cu capital străin - 36 de firme din Italia, 29 din Turcia, 10 din China, precum și din Coreea de Sud - capitalul investit de acestea depășind 5 milioane de dolari.

### Sectorul primar
Din suprafața totală pe care se dezvoltă unitatea administrativ teritorială, și anume 12.672 ha, suprafața agricolă este de 9.620 ha (76 %), din care 9.067 ha arabil (94 %), suprafețe aflate aproape în totalitate în proprietate privată. În ciuda calității deosebite a terenului, datorită practicării unei agriculturi de subzistentă care determină un nivel redus de productivitate fluctuant, recoltele obținute sunt în funcție de condițiile climatice ale anului agricol. În agricultură lucrează numai 5,6% din numărul de salariați ai municipiului Slobozia. De asemenea, efectivele de animale înregistrează o evoluție fluctuantă, menținându-se aproximativ jumătate din efective în gospodăriile populației în cazul bovinelor și porcinelor, 90% în cazul ovinelor și în cazul păsărilor marea majoritate sunt crescute în fermele industriale și nu în gospodăriile populației. Numărul mare de animale în gospodăriile populației se explică și prin existența celor două cartiere de tip rural al municipiului Slobozia și anume: Bora și Slobozia Nouă.

### Sectorul secundar
În ciuda restructurărilor și privatizării unităților industriale din perioada 1995 – 2000, Slobozia a rămas cel mai important centru industrial al Bărăganului. Conform datelor prezentate de site-ul Camerei de Comerț și Industrie Ialomița în topul firmelor anului 2003, pentru activitatea principală industrie sunt prezente 32 de companii din municipiul Slobozia dintr-un total de 81, iar în topul anului 2004, 34 din 73 de companii sunt tot din Slobozia. De altfel în anul 2004 dintre cele 14 firme cărora li se acorda Trofeul de excelență pentru clasarea pe locul I al Topului Județean al Firmelor 10 erau unități economice din Slobozia.

Cel mai mare număr de salariați din municipiul Slobozia lucrează în servicii, grupul lucrătorilor din industrie situându-se pe locul al doilea, în special în industria prelucrătoare așa cum arată și datele statistice centralizate de către Institutul Național de Statistică.

Diferența dintre numărul de angajați din industrie dintre anul 2000 și restul anilor din perioada analizată se datorează închiderii temporare în respectiva perioadă a activității societății comerciale AMONIL S.A., cea mai mare unitate industrială din municipiu. Scăderea prețurilor pe piața îngrășămintelor chimice alături de scumpirea principalei materii prime – gazul metan – poate determina tensiuni sociale urmare a unor concedieri masive.

Alături de ramurile industriale bazate pe prelucrarea resurselor agricole (plante tehnice, cereale, lapte, carne etc.) în Slobozia s-au dezvoltat și unități industriale de confecții și prelucrarea lemnului. Din păcate numărul activităților industriale nu este suficient de diversificat, în special în direcția produselor cu valoare adăugată mare, tocmai de aceea una dintre principalele direcții strategice și priorități ale administrației trebuie să devină atragerea de investiții alături de sprijinirea investitorilor locali.
Numărul de angajați din diversele sectoare de activitate:
|                                           | 2004   | 2003   | 2002   | 2001   | 2000   |
| ----------------------------------------- | ------ | ------ | ------ | ------ | ------ |
| Număr mediu total salariați, din care:    | 16.609 | 17.310 | 16.179 | 15.994 | 15.451 |
| Industrie                                 | 4.568  | 4.560  | 4.922  | 5.232  | 3.794  |
| Industria prelucrătoare                   | 4.093  | 4.132  | 4.216  | 4.503  | 3.029  |
| Energie electrică și termică, gaze și apă | 475    | 518    | 706    | 729    | 765    |

### Sectorul terțiar
În ciuda insuficientei dezvoltări a serviciilor, comparativ cu alte centre urbane mijlocii din sud-estul țării Slobozia are o dominantă funcțională terțiară. Serviciile existente se adresează în special populației orașului și celei din spațiul rural înconjurător, fără a avea o relevanță regională. În ciuda faptului că în municipiul Slobozia s-au dezvoltat industriile având ca materie primă produsele agricole, nu s-au dezvoltat în egală măsură și serviciile de suport pentru agricultură (consultanță în marketing agricol, bursă funciară sau de cereale etc.). Odată cu apropierea momentului integrării României în Uniunea Europeană, serviciile financiar-bancare au cunoscut o diversificare fără precedent, in perioada 2005 – 2006 șapte bănci deschizându-și filiale sau sucursale la Slobozia. Datorită funcției de coordonare a teritoriului, în Slobozia lucrează peste jumătate din funcționarii publici ai județului Ialomița și dintre lucrătorii din sănătate. De altfel cel mai mare număr dintre salariații din Slobozia lucrează în sectorul serviciilor.

Lacurile situate parțial pe teritoriul administrativ al municipiului Slobozia, respectiv Iezer și Amara, nu sunt exploatate decît pentru loisir de către cetățenii municipiului Slobozia. Din păcate, Slobozia nu oferă o paletă de servicii complementare la turismul banear turiștilor care vin în număr relativ mare în stațiunea Amara. Administrația publică și agenții economici ar trebui să se concentreze pe dezvoltarea turismului de tranzit sau a turismului de afaceri si formare profesională, prin conceperea unor oferte adecvate, în cadrul celor 5 hoteluri existente în prezent, care dispun de aproximativ 350 de locuri de cazare. În apropierea municipiului Slobozia a fost construit un parc de loisir care nu este exploatat în prezent la justa sa valoare.

### Principalele centre comerciale
Până în anul 2009 Slobozia a resimțit lipsa unor centre comerciale mai dezvoltate (hypermarketuri, centre de cumpărături etc.), în oraș existând doar un magazin universal, 3 supermarketuri și mai multe magazine de aparaturi electrice și electrocasnice, precum și magazine de cartier pentru strictul necesar. În prezent procesul de dezvoltare economică în planul oferirii servicii, cumpărare-vănzare, este în plin avânt, fiind preconizate noi deschideri de centre comerciale importante.

Actualmente rețeaua de magazine a municipiului Slobozia se prezintă astfel:

#### Centre comerciale
- Ialomița Shopping Center (fostul magazin universal „Ialomița”)
- Shopping Park (inaugurat în 2008)
- Slobozia Value Center (inaugurat în 2018, Animax, Altex, Hervis Sports, JYSK[12], New Yorker, C&A, CCC)
- Park Plaza (parțial)

#### Magazine individuale
- hypermarket Kaufland
- 2 supermarket-uri Lidl
- Penny Market (Șoseaua Nordului)
- Penny Market XXL (Park Plaza)
- Supeco (Park Plaza)
- Smart Supermarket (Park Plaza)
- Sinsay (Park Plaza)
- Biazo Market (Strada Orion)
- Dedeman (Șoseaua Brăilei, inaugurat pe 6 martie 2020)
- Altex Megastore
- Flanco World
- Takko Fashion
- Kik
- Deichmann
- Profi - 5 unități, E14, Stadion, Calypso, 500, Feroviarul
- 2 magazine Pepco (unul lângă Kaufland și altul în incinta supermarketului Ialomița Shopping Center)
- Noriel (în asambulul de magazine de lângă Kaufland, din 1 iunie 2017 - în locul magazinului Proges)
- Carrefour Market (zona 500)
- Carrefour Express (zona Azur)
- Cliseru Market
- Lem's
- MERE Supermarket

### Planuri de construcție a unor noi centre comerciale
- Park Plaza (urmează să fie finalizat în 2022)

### Foste centre comerciale
- Altex (zona Ialomița)
- PLUS
- DOMO

## Transport și telecomunicații

### Transporturi externe

#### Legături feroviare
Slobozia este nod feroviar al Magistralei 800 a Căilor Ferate Române, M802 Slobozia-Călărași (44 km), facând legătura cu ruta principală 800 București (nord) - Ciulnița - Fetești - Medgidia - Constanța - Mangalia prin nodul Ciulnița, la 17 km. În mai 2022, relația Slobozia–București avea o frecvență de 8 trenuri zilnice, dintre care două direct via Urziceni, iar restul 6 cu escală în gara Ciulnița. În weekend, există doar 7 trenuri/zi, dintre care unul singur direct via Urziceni.

#### Conexiuni rutiere
Slobozia este la 17 kilometri de autostrada A2, prin nodul Drajna.
Orașul este așezat pe Drumul european E60, care face legătura intern între Oradea și Constanța, iar pe plan internațional între Brest și Irkeștam (Kirghizstan, la granița cu China). De asemenea, la Slobozia începe Drumul European E584 (Șoseaua Brăilei) care continuă prin Galați către Republica Moldova trecând prin Chișinău și apoi prin Ucraina, celălalt capăt al său fiind în orașul ucrainean Poltava (dincolo de Nipru).
Alte linii rutiere importante care includ Slobozia sunt DN2A (Urziceni - Slobozia - Constanța, care trece Dunărea pe podul de la Giurgeni-Vadu Oii), făcând legătura între București și Constanța și DN21 (Brăila - Însurăței - Slobozia - Călărași).

### Transporturi interne

#### Autobuze
În perioada comunistă și în primii ani ai deceniului 9 al secolului trecut, a funcționat societatea de transport în comun SC Transloc SA Ialomița (redactat și TranSLOc), cu linii în oraș și Slobozia Nouă și Bora. Autobuzele utilizate erau majoritatea Mercedes-Benz seria O, Ikarus și DAC. În prezent, după dizolvarea Transloc SA, locul autobuzelor a fost luat de mașini în regim maxi-taxi, care efectuează curse pe linia Gara CFR - Bd. Unirii - Bd. Cosminului - Bd. Matei Basarab - Paradis (Pod), având 16 stații. În ultima vreme se observă o reintroducere a autobuzelor pe traseul orășenesc, de către firma care a câștigat licitația pentru drepturile de transport public local, Nick Touring. Compania de transport local a fost naționalizată în 2019, un program pentru extinderea rețelelor de transport public în comun cu autobuze electrice fiind în curs de desfășurare.

Gară - Pod:
- 1 Gară (Bd. Unirii)
- 2 Colegiul Național "Mihai Viteazul" (Bd. Unirii)
- 3 E14 (Bd. Unirii)
- 4 Central (Bd. Cosminului)
- 5 Elegant (Bd. Matei Basarab)
- 6 Mănăstire (Bd. Matei Basarab)
- 7 MB-uri (Bd. Matei Basarab)
- 8 Paradis (pod) (Bd. Matei Basarab)

Pod - Gară:
- 1 Paradis (pod) (Bd. Matei Basarab)
- 2 MB-uri (Bd. Matei Basarab)
- 3 Casa de Asigurări de Sănătate (Bd. Matei Basarab)
- 4 Elegant (Bd. Matei Basarab)
- 5 Tribunal (Bd. Cosminului)
- 6 Cofetăria Florentina (fosta Romarta) (Bd. Unirii)
- 7 Scoala Generală Nr. 3 (Bd. Unirii)
- 8 Gară (Bd. Unirii)

Rutele principale Transloc SA erau: 
- 1 Slobozia Nouă
- 2 Amara Băi
- 2barat Amara Consiliu
- 3 Combinat
- 4 Lactate
- 5 Avicola
- 6 Industria locală
- 7 I.T.A.
- 8 S.M.A.
- 8b I.L.F.
- 9 ULCOM

Actualmente, linii de autobuze au rămas doar pentru muncitorii Combinatului Chimic (linia 3) și Avicola SA (linia 5) care sunt curse dedicate cu mijloace de transport (autobuze) apartinand companiilor respective.

În Slobozia nu au existat și nu există linii de troleibuze sau tramvaie.

#### Taxi
În Slobozia a funcționat înainte de 1989 o singură companie de taximetre, dotată cu autoturisme Dacia 1310. În prezent există cinci firme în domeniu, majoritatea autoturismelor din dotare fiind,  Dacia Logan, dar și Mercedes, Volkswagen, Opel, Toyota și Renault. Există 11 puncte de taximetru: Gară, Kaufland, Piața Mare (str.Ialomiței), Spital (str.Decebal), Muzeul de istorie (Bd.M.Basarab), Central (Bd. Cosminului), Cliseru (Bd.M.Basarab), Ialomița (Bd.M.Basarab), Școala 1 (Bd.M.Basarab), MB-uri (Bd.N.Bălcescu)) și Paradis (Bd.M.Basarab).

### Telecomunicații

#### Telefonie
Dacă în anul 2000 numărul de posturi telefonice era în municipiul Slobozia de 13.647, crescând în anul următor cu o mie de posturi telefonice, în prezent, datorită dezvoltării telefoniei mobile numărul de abonamente telefonice este unul fluctuant. Până în anul 2006 la Slobozia a existat un singur furnizor de servicii de telefonie fixă, fosta societate națională, alternativa la aceasta apărând numai în cursul anului 2006, după acoperirea de firmele concurente a orașelor mari și foarte mari și începerea dezvoltării și extinderii lor în orașele mijlocii.

## Cultură și educație
Slobozia este și cel mai important centru cultural al județului Ialomița. În Slobozia funcționează 55 de biblioteci și Biblioteca Județeană Ialomița, Muzeul Județean Ialomița și Muzeul Național al Agriculturii, Centrul Cultural „Ionel Perlea” care face parte din circuitul UNESCO. Mass-media este un sector deosebit de dezvoltat: în Slobozia funcționeaza un studiou local al unei televiziuni centrale, trei posturi de radio și apar mai mult de 15 ziare și publicații periodice județene sau regionale.

### Muzee
- Muzeul Național al Agriculturii (M.N.A.) (Bd. Matei Basarab, nr.10): După cum este menționat și în titulatură, este unicul muzeu de domeniu din România. Administrează:
  - Biserica de lemn "Poiana", monument istoric și de arhitectură (1737); asigură toate serviciile religioase pentru Parohia "Buna Vestire".
  - Ferma model "Perieti", monument de istorie agrară.
  - Parc (1,7 ha, 40 specii dendrologice).
  - Peste 8.400 de piese constituite în colecții de unelte, mașini agricole și arheologie industrială, mijloace de transport, etnografie, memorialistică, ecleziastică etc.

Arhiva științifică și documentară cuprinde diapozitive, clișee foto și fotografii, înregistrări audio și video din cercetările de teren, documente cartografice și de presă (peste 100.000 de unități documentare). 8.800 de publicații (cărți, periodice, pliante) și 400 de casete (audio și video) și discuri alcătuiesc fondul bibliotecii. M.N.A. este editorul Colecției "Bibliotheca Romaniae Historiae Agriculturae" (seriile "Din Istoria Exploatațiilor Agricole", "Etnologie" și "Patrimoniu").

M.N.A. este afiliat la organisme internaționale aparținând de UNESCO (Asociația Internațională a Muzeelor de Agricultură, Asociația Internațională de Etnologie și Folclor, Organizația Internațională de Arte Populare).

Din decembrie 2002, prin Legea Muzeelor, Muzeul Agriculturii din România a devenit Muzeu Național.
- Muzeul Județean de Istorie (Bd. Matei Basarab, nr. 30):Muzeul Județean Ialomița deține un valoros patrimoniu arheologic, dobândit în urma cercetărilor sistematice, sau a descoperirilor întâmplătoare. Colecția de arheologie este constituită din obiecte ce aparțin unor perioade istorice diferite, începând din Neolitic (mil. V î.Hr.) și până în plină epocă medievală (sec.XV-XVIII).

### Biblioteci
Principalele biblioteci ale orașului sunt:
- Biblioteca Județeană "Ștefan Bănulescu" (Pța. Revoluției, în incinta Centrului Cultural UNESCO "Ionel Perlea")
- Biblioteca Municipală (Pța. Muntenia, în incinta Casei de Cultură a Sindicatelor)

Fiecare instituție de învățământ deține biblioteci proprii.

### Centre culturale
Cel mai important Centru este Centrul Cultural sub numele marelui dirijor și compozitor Ionel Perlea, fiu al Ialomiței, inaugurat în anul 1990. În clădire au loc expoziții, existând săli de spectacol, librării, instituții culturale și o stație de radio. În 1999, Centrul Cultural a dobândit statutul de Centru UNESCO.

În municipiu mai există:
- Casa de Cultură a Sindicatelor (cu o sală de spectacol-amfiteatru, bibliotecă și diverse săli pentru conferințe, expoziții etc.)
- Cercul Militar (dotat cu sală de spectacol-amfiteatru, divesre săli pentru cursuri, ședințe, expoziții)
- Clubul Tineretului (fosta Casa Tineretului)
- Casa Elevilor (sau Palatul Copiilor, fosta Casă a Pionierului)
- Centrul de Artă și Creație Populară
- Centrul Social-Cultural „Episcopul Damaschin” al Episcopiei Sloboziei și Călărașilor

### Educație
Slobozia este cel mai important centru educațional din județul Ialomița, atât ca dezvoltare a rețelei educaționale cât și din punctul de vedere al calității actului educațional. Structura educațională poate asigura școlarizarea la toate nivelurile, în cadrul acesteia existând un număr de 6 grădinițe, 7 școli primare și gimnaziale, 6 licee (între care un colegiu național și un liceu de artă), o școală postliceală și două filiale ale unor instituții de învățământ superior.
 Activitatea școlară se desfășoară în 334 de săli de clasă și cabinete, 39 de laboratoare și 26 de ateliere școlare.

Rețeaua școlilor primare și gimnaziale acoperă într-un grad suficient nevoile educaționale. Nu același lucru se poate spune și despre învățământul liceal a cărui structură educațională nu este orientată și acoperă partial nevoile pieței muncii.

La Slobozia funcționează două facultăți ale universității Bioterra (învățământ privat, sediu propriu) și a funcționat (în cadrul spațiilor din cadrul stațiunii Amara) o secție pentru învățământ la distanță a A.S.E. București. Lipsa unei palete mai largi de opțiuni în învățământul superior este suplinită de apropierea față de cel mai mare centru universitar din țară – București.

#### Universități
În acest moment (2022), nu mai există nicio sucursală a vreunei universități naționale. De altfel, în Slobozia nu a existat vreodată vreo instituție de învățământ superior.

#### Școli
- Școala Gimnazială Nr.1 - prima școală înființată în localitate (aprox. 1834), aparține actualmente de Liceul de Artă „Ionel Perlea”
- Școala Gimnazială Nr.2 „Sfântul Apostol Andrei”
- Școala Gimnazială Nr.3
- Școala Gimnazială Nr.4
- Școala Gimnazială Nr.5 „Sfântul Nicolae” Slobozia-Nouă
- Școala Gimnazială Nr.7, aparține actualmente de Liceul Pedagogic „Matei Basarab”

#### Colegii
- Colegiul Național "Mihai Viteazul" (CNMV)

#### Licee
- Liceul Pedagogic „Matei Basarab”
- Liceul de Artă „Ionel Perlea”
- Liceul Tehnologic „Mihai Eminescu”
- Seminarul Teologic Liceal Ortodox „Sfântul Ioan Gură de Aur”
- Licetul Tehnologic „Al. I. Cuza”
- Liceul „Înălțarea Domnului” (fosta Scoala Generală Nr. 6)
- Liceul Tehnologic Special „Ion Teodorescu” (fosta Școala Generală Nr. 13)

#### Alte școli
- Școala Postliceală Sanitara „Christiana”

### Edituri
Principalele edituri ale Sloboziei sunt:
- Tipografia SA
- Arnina
- Star Tipp
- Helis
- Ialpress
- Editura Episcopiei Sloboziei și Călărașilor
- Atelierele Albe

Edituri secundare:
- Editura MNA (Muzeul Național al Agriculturii): periodice, cărți de istorie, de specialitate.
- Editura Muzeului Județean
- editurile diverselor instituții de stat și de învățământ.

### Festivaluri
În Slobozia au loc anual festivaluri cu caracter local sau de servicii (agricultură, mașini, utilaje, materiale construcții, diverse obiecte etc).
Principalele Tărguri și Festivaluri sunt:
- Zilele municipiului - cu dată schimbătoare, odată cu Înălțarea Domnului (hramul Catedralei), sărbătorite începând cu anul 2000.
- Festivalul internațional de folclor "Floare de pe Bărăgan" (perioada iunie-iulie, de obicei în cadrul Zilelor Sloboziei)
- Festivalul Berii (perioada iunie-iulie)
- Târgul de utilaje și mașinării agricole Agromec
- Târgul de mașini (Salonul Auto)
- Târgul Agroial-Partener (agricultură)
- Salonul de carte (perioada septembrie-octombrie)
- Salonul de construcții și arhitectură
- Salonul Femina Star
- Festivalul Freeland (perioada iunie-august)
- Zilele Romilor Ialomițeni (perioada august)

### Cinematografe
- Cinema Galax "Casa De Cultură Nicolae Rotaru" (fost 23 August)- deschis sambata si duminica cinema 3d full hd
- Cinema Ialomița, cu Casa de Producție Nr.4 Slobozia, Ialomița (desființat, actualmente brutărie).
- Grădina de vară (cinema în aer liber, anexă a fostei Case a Pionierului,desfintata)
- Happy Cinema(localizat in Ialomița Shopping Center)

### Comunități culturale

#### Comunitatea aromână
| “                                                | România a fost prima țară din Europa care și-a îndreptat fața către noi, ne-a primit cu brațele deschise, ne-a deschis larg porțile universităților și ne-a permis, fără nicio discriminare, integrarea în structurile economice, culturale și chiar politice. | ” |
| — Comunitatea Aromânilor, Document la înființare | |   |

Primii aromâni au venit în Slobozia în jurul anului 1940 din Cadrilaterul romanesc. În primii ani, pentru ei aceste locuri constituiau mai mult un traseu de tranzit către Tulcea și Constanța, dar dupa anul 1953 au început să se stabilească și aici, proces care s-a încheiat în jurul anului 1960. Preocupați de creșterea animalelor, în special oi, dar și de comerț sau finanțe, aromânii (machedonii - în vorbirea localnicilor) au fost integrați armonios în comunitatea slobozeană, spiritul lor cooperant, folclorul și obiceiurile lor făcând casă bună cu spiritualitatea locală. În anul 2005, în Slobozia erau recenzați 920 de aromâni. La Muzeul Județean de Istorie din Slobozia s-a constituit, până în anul 1989, o importantă colecție de obiecte și mărturii spirituale aromâne, una dintre cele mai importante din câte mai există.

În martie 2004, a luat ființă Filiala Comunității Aromâne din Slobozia, care își propunea să acționeze pentru păstrarea și dezvoltarea limbii, a tredițiilor și a întregului specific spiritual și cultural aromânesc. La înființare număra 356 de membri.

Trebuie menționat aici și evenimentul creării, în anul 1983, a ansamblului folcloric aromân Steaua di dor. Spectacolul, la care și-au adus contribuția peste 80 de persoane, s-a numit Numtâ armâneascâ (Nuntă aromânească) și l-a avut ca inițiator și conducător artistic pe Răzvan Ciucă. Timp de aproape cinci ani, ansamblul a prezentat acest buchet de obiceiuri și tradiții aromâne în foarte multe spectacole în Ialomița, Tulcea și Constanța, la Muzeul Satului și în săli de teatru din Capitală. Chiar după premiera acestui spectacol (12 mai 1983), etnologul Vasile Vetișanu scria în revista Flacăra despre acest ansamblu: 
„un freamăt de miracol aromânesc, readus la viață, înstăpânește drumurile ce duc de la Slobozia la București.

În documentul adoptat de comunitatea aromână din Slobozia la adunarea generală din anul 2005 se afirmă: Trăim într-o țară tolerantă. România a fost prima țară din Europa care și-a îndreptat fața către noi, ne-a primit cu brațele deschise, ne-a deschis larg porțile universităților și ne-a permis, fără nicio discriminare, integrarea în structurile economice, culturale și chiar politice. Pentru noi - și dorim mult să ne precizăm poziția - "celălalt" înseamnă frații noștri români, minoritățile etnice din România, vecinii și prietenii noștri din Balcani, frații noștri din diaspora.”

## Viața religioasă

### Lăcașuri de cult

#### Biserica Ortodoxă

Incinta mănăstirii Slobozia

- Mănăstirea "Sfinții Voievozi (Sfinții Arhangheli Mihail și Gavriil)"

Deși documentele sunt confuze, se pare că pe vechiul amplasament și păstrând construcția inițială a mănăstirii ridicate de Ianache Caradja la câțiva ani după ce devenise stăpânul satului, Matei Basarab a înălțat, în jurul anului 1634, mănăstirea cu hramul Sfinții Voievozi, înconjurând-o cu un puternic zid de incintă și adăugând, probabil, clădirile mănăstirești.
 
Din vechea ctitorie se mai păstrează turnul clopotniței - partea inferioară - și zidul înconjurător, mănăstirea fiind reparată și refăcută de egumenul Gavril in 1836, iar ulterior, în mai multe rânduri, de către preoții slujitori, cu ajutorul enoriașilor.
 
În secolele XVII-XVIII mănăstirea primește ca daruri domnești terenuri, moșii, păduri, ocine, vii, viața locuitorilor din zonă desfășurându-se, practic, până în a doua jumătate a veacului, în jurul lăcașului sfânt.

După reformele lui Cuza, prin secularizarea averilor mănăstirești, pământurile mănăstirii sunt împărțite locuitorilor comunei, mănăstirea fiind transformată în biserică de mir (de parohie), stare menținută până în anul 1994, când biserica a redevenit obște monahală pentru femei. Începând cu anul 2009 mănăstirea a devenit obște monahală pentru bărbați.
- Catedrala Episcopală:

Catedrala Episcopală

Punerea pietrei de temelie a Catedralei Episcopale din Slobozia cu hramul Înălțarea Domnului s-a săvârșit de către Prea Fericitul Părinte Teoctist, Patriarhul Bisericii Ortodoxe Române, la data de 15 iulie 1992. Inițiativa construirii acestui lăcaș a aparținut omului de afaceri local Ilie Alexandru, care a suportat cheltuielile de construcție până în anul 1996 (erau realizate temelia și zidăria construcției până la aproximativ patru metri). Restul cheltuielilor au fost făcute cu contribuția clerului, a credincioșilor și cu sprijinul statului. Lucrările de construcție au fost executate în timpul păstoririi PS. Nifon Mihăiță (1994-1999) și Damaschin Coravu - episcopi ai Episcopiei Sloboziei și Călărașilor. Catedrala a fost proiectată de arhitectul Florea Voicu și construită de către firmele „Hermes” și „Constrif”, ambele din Slobozia. Despre lăcaș se afirmă că, la data sfințirii sale, era al treilea ca mărime din țară, după cele din Bacău și Târgu Mureș.

Construcția respectă arhitectura clasică a lăcașurilor ortodoxe de cult, are o lungime de 40 metri, o lățime de 30 metri și este înaltă de 38 metri. Suprafața interioară este acoperită cu pictură (lucrare estimată la o durată de circa 4-5 ani) desfășurată pe aproximativ 6.000 metri pătrați. Candelabrele catedralei, precum și Odoarele de pe Sfânta Masă, au fost donate de clerici și credincioși din Grecia.

Slujba de sfințire a catedralei a avut loc în ziua de joi, 25 martie 2004, și a fost săvârșită de Prea Fericitul Părinte Teoctist, Patriarhul Bisericii Ortodoxe Române, alături de care s-a aflat un sobor de ierarhi și preoți: Daniel Ciobotea - Mitropolitul Modovei și Bucovinei, Ilarion - Mitropolitul Durostorului (Bulgaria), Teodosie Snagoveanul - Arhiepiscopul Tomisului, Nifon Mihăiță - Arhiepiscopul Târgoviștei, Gherasim Cristea - Episcopul Râmnicului, Epifanie Norocel - Episcopul Buzăului și Vrancei, Calinic Argatu - Episcopul Argeșului și Muscelului, Casian Crăciun - Episcopul Dunării de Jos, Damaschin Coravu - Episcopul Sloboziei și Călărașilor, Visarion Rășinăreanul - Episcopul Vicar al Arhiepiscopiei Romanului, Ioachim Băcăoanul - Arhiereu Vicar al Episcopiei Romanului, Corneliu Bârlădeanu - Arhiereu Vicar al Episcopiei Hușilor. Au fost de asemenea prezente numeroase oficialități de la instituții centrale și locale, mii de credincioși.

Prin bunăvoința Prea Sfințitului Casian, Episcopul Dunării de Jos, au fost aduse la Slobozia moaștele Sfântului Andrei și ale Sfântului Ioan Casian. Din Silistra (Bulgaria) au fost aduse la aceste ceremonii moaștele Sfântului Mucenic Dasie. De asemenea, pentru a fi venerate la această sărbătoare, au fost aduse de la Constanța, de către înalt Prea Sfințitul Teodosie, Arhiepiscopul Tomisului, moaștele Sfinților Martiri de la Niculițel (Zotic, Atal, Camasie și Filip), care au rămas la catedrala din Slobozia.
- Biserica „Buna Vestire” (sec. XVIII, translatată de la Poiana)
- Biserica „Sf. Evanghelist Matei” (Bazar sau Capelă, a doua ca vechime)
- Biserica „Nașterea Maicii Domnului” (Cuza-Vodă)
- Biserica „Sf. Ilie” (Cărămidari)
- Biserica „Sf. Gheorghe” (ANL) (prima biserică inaugurată în aprilie 2004 și cea de-a doua în noiembrie 2016)
- Biserica „Sf. Dimitrie” (Nordului)
- Biserica „Adormirea Maicii Domnului” Bora
- Biserica „Sf. Martiri Brâncoveni” Slobozia Nouă
- Biserica „Sf. Nicolae” Slobozia Nouă
- Câte o capelă în instituțiile: Penitenciarul Slobozia și Spitalul Județean Slobozia

#### Biserica Romano-Catolică
Biserica "Preasfânta Inimă a lui Isus" (patron secundar "Fericitul Ieremia Valahul") - construită în timp record (3 luni), a avut Liturghia de consacrare la 21 octombrie 2001, de către Arhiepiscopul și Mitropolit de București Ioan Robu.

Prezența primilor credincioși romano-catolici în Slobozia este atestată în 1967, când în oraș au fost repartizați câțiva absolvenți ai învățământului superior din Iași. Rămânerea definitivă a acestora în Slobozia a făcut ca după anul 1970 să apară primele familii catolice din oraș, care pentru început au fost încredințate de către Episcopul Ioan Robu păstoririi Parohiei Romanop-Catolice din Buzău. Până în anul 1990, Liturghia s-a celebrat, periodic și prin rotație, în apartamentele familiilor catolice din oraș.

Prin decizia semnată de Arhiepiscopul Mitropolit de București Ioan Robu, la 12 mai 1990 s-a înființat Parohia romano-catolică din Slobozia, primul paroh al acesteia fiind numit în anul 1991 preotul Petru Mihaica. Necesitatea celebrării Sfintei Liturghii în fiecare zi, conform canonului, a condus la procurarea în anul 1992 a unui imobil pe strada Ana Ipătescu nr.22, unde s-a amenajat o capelă care era destinată a găzdui și alte activități specifice. Pe strada Ana Ipătescu, Parohia se va extinde ulterior prin adăugarea în patrimoniul său a imobilelor și terenurilor de la numerele 24, 26 și 38, ca și a celui de pe strada Crișan 46, unde s-au statornicit locuri pentru înălțarea bisericii, pentru casa parohială și caritas-ul parohial, pentru oratoriul închinat fondatorului congregației Surorilor din Parohie, Giovanni Antonio Farina, și pentru activități de educație religioasă cu copiii, adolescenții și tinerii din parohie.

în anul 1999, în locul preotului Mihaica a fost numit preotul Eronim Ambrus. Un an mai târziu, în anul jubiliar 2000, Arhiepiscopul și Mitropolit de București, doctor Ioan Robu, a oficiat ceremonia administrării Sacramentului Sfântului Mir tinerilor din parohia Slobozia și Urziceni, eveniment cu totul deosebit, la care a participat și P.S. Damaschin Coravu, Episcopul Sloboziei și Călărașilor.

La 21 octombrie 2001, comunitatea catolică din Slobozia primea un dar deosebit: biserica. Construită din pereți metalici și amenajată într-un timp record (3 luni), biserica a primit la Liturghia de consacrare, ca nou patron „Preasfânta Inimă a lui Iisus”, fericitul Ieremia Valahul, patronul acestei comunități catolice de la începuturile ei, rămânând ca patron secundar al bisericii. Liturghia de consacrare a noii biserici a fost prezidată de Arhiepiscop Mitropolit de București, doctor Ioan Robu, la eveniment participând reprezentanți ai administrației locale și ai Episcopiei Ortodoxe a Sloboziei și Călărașilor.

în anul 2003, în locul preotului Eronim Ambarus a fost numit ca preot paroh Octavian Enache. în luna iunie 2004, Biserica catolică din Slobozia a găzduit moaștele Sfântului Anton de Padova, purtate în România de către frații franciscani ai Provinciei franciscane din România „Sfântul Iosif”, iar ulterior Liturghia de hram a fost celebrată de Episcopul auxiliar Cornel Damian.

În anul 2002, la recensământul populației din Slobozia, au fost înregistrați 99 de cetățeni care s-au declarat a fi de confesiune romano-catolică, parohia din Slobozia având în evidență, la sfârșitul anului 2005, 26 de familii catolice. în afara Sfintei Liturghii, parohia mai desfășoară activități catehetice și de caritate, fiind totodată o prezență activă, respectată și demnă în viața culturală, religioasă și administrativă a Sloboziei.

#### Cultele neo-protestante
- Biserica Adventistă de ziua a șaptea
- Biserica Creștină Evanghelică
- Biserica Creștină Penticostală
- Martorii lui Iehova
- Calvary Church (din 2006)

## Armata

Cazarma școlii de plutonieri și tragere care a funcționat la Slobozia la începutul secolului trecut

Școala de subofițeri de infanterie din Slobozia (începutul sec. XX)

Armata a căpătat caracter instituțional prin intrarea în vigoare a Regulamentului Organic (iulie 1831), primii doi recruți din Slobozia fiind trimiși, în toamna anului 1831, să satisfacă stagiul militar de 6 ani la regimentele de infanterie din București și Craiova. Istoricul Mihai Cotenescu afirmă că, în Slobozia, primul corp militar a fost o companie care a luat ființă în anul 1869, aceasta făcând parte din Batalionul 2 Ialomița (Regimentul 2 Dorobanți Buzău) cu reședința la Călărași. Dintr-un tabel cu efectivul Regimentului (din 12 ianuarie 1877) aflăm despre Compania 7 Slobozia că era compusă din 8 sergenți, 8 caporali, 8 toboșari-gorniști și 170 de soldați. Practic, începând cu această dată, timp de peste 130 de ani la Slobozia va exista armată, vor exista unități militare, mai mici sau mai mari, de elită sau obișnuite, de arme diferite, pentru care se vor construi cazărmi, se vor înființa și dezvolta crescătorii de cai. Bazele acestor dezvoltări au fost puse după anul 1890, de către Regimentul 2 Roșiori, unitate de elită a Armatei Române, care fusese transferată la Slobozia de la București și care a beneficiat de un sprijin financiar consistent direct de la Statul Major General. În acest context militar, în anul 1896 s-a înființat aici un depozit pentru creșterea cailor de rasă, care până după 1945 va face faima Sloboziei.

Unitatea militară din Slobozia a trecut de-a lungul anilor prin mai multe reforme de organizare, căpătând și denumiri specifice:
- Regimentul 79 Infanterie a participat la acțiunile militare din timpul Primului Război Mondial unde, ca ajutor de comandant și comandant al Batalionului 1, s-a distins prin fapte de vitejie colonelul Ion Popescu, mort în luptele de la Turtucaia, la 23 august 1916. Tot în aceste operațiuni militare și-a pierdut viața și medicul militar George Sculi, fost director al spitalului orășenesc. În timpul războiului, trupele germane au adunat în cazarma regimentului prizonieri din armatele franceză și engleză. După război unitatea, desființată ca Regimentul 79 Infanterie, va fi câțiva ani școală de tragere cu armament de infanterie.
- În anul 1928 aici va lua ființă Regimentul 18 Artilerie care va participa la lupte în anii celui de-al Doilea Război Mondial pe fronturile de Est și vest și va reveni în țară, puternic decimat, în august 1945. Va fi desființat de trupele de ocupație sovietice, care timp de zece ani s-au instalat în cazarma acestuia.
- După plecarea trupelor sovietice (1956), cazarma va servi militarilor implicați în activități de construcții locale și în muncile agricole, apoi aici va fi organizată o școală de șoferi militari.
- În perioada 1980-1983 cazarma va fi modernizată, revoluția din 1989 găsind aici UM Mecanizată 1088.

În perioada de după 1990, unitatea militară va fi dizolvată, imobilele sale fiind disponibilizate și tehnica de luptă lichidată.

## Presă

### Posturi TV
În Slobozia funcționează o singură televiziune locală, Sud-Est TV (SETV). Postul Antena 1 deține un studio regional, emițând diverse emisiuni. Abonații firmei de televiziune prin cablu UPC beneficiază de un video-text, care, pe lângă elemente legate de companie, grila de programe etc. oferă și informații de interes comun (anunțuri administrative, de publicitate).

### Ziare locale
Cotidiene:
- Observator de Ialomița (apare și în sfârșitul de săptămână)

Bisăptămânale:
- Știrea
- Ialomița
- Impact
- Gazeta de Sud-Est
- Tribuna Ialomiței
- Semnal
- Jurnalul de Ialomița
- Independent
- Curierul Ialomițean
- Realitatea Ialomițeană

Săptămânale:
- Adevărul de seară
- Obiectiv Ialomița

### Posturi de radio
Pe lângă posturile naționale de radio și cele cu arie mai mare de acoperire, în Slobozia emit și urmatoarele posturi (frecvență FM):
- Kiss FM Slobozia
- Radio Campus
- Fresh FM
- Radio Zu
- Europa FM

## Sănătate
Din punctul de vedere al ocrotirii sănătății, chiar dacă la nivelul județului Ialomița există un număr insuficient de medici, cel mai mare număr de medici și medici specialiști se găsește în Slobozia, fapt ce se datorează și faptului că pe teritoriul municipiului funcționează Spitalul Județean de Urgență Ialomița având 521 de paturi la care se adaugă 2 dispensare și policlinici, o policlinică privată, 4 cabinete medicale școlare, 19 cabinete medicale individuale, 19 cabinete stomatologice aparținând sectorului public și privat și 16 farmacii.

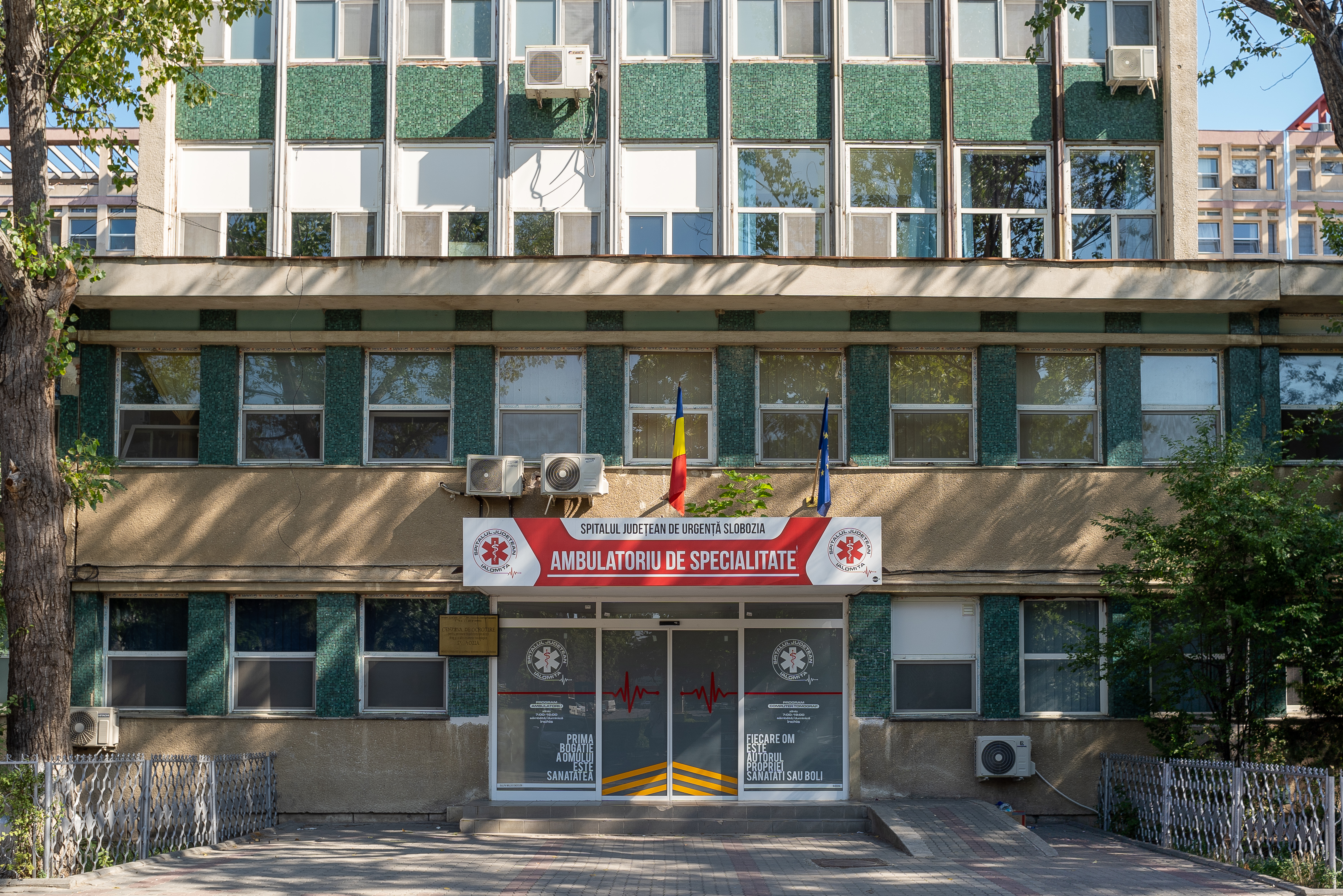
Spitalul Județean de Urgență Slobozia

Primul spital din Slobozia a fost construit între anii 1896-1897. Pentru construcție s-a alocat o suprafață de 20.060 m.p., cedată de moșia statului, costurile înălțării lui fiind la vremea aceea de 67.042 lei (din fondurile bugetare ale județului), un an mai târziu adăugându-se încă 3.617 lei pentru construcția unui pavilion de autopsii. Clădirea se afla pe locul în care astăzi sunt Colegiul Național "Mihai Viteazul" și Liceul Pedagogic. Recepția spitalului s-a făcut la 9 august 1897. Racordarea la energie electrică s-a făcut abia în anul 1905.

În anul 1960, Marcel Pătrășcanu - directorul spitalului - a fost principalul consultant în cadrul unei comisii care a dezbătut pentru prima dată proiectul construirii unui spital modern în Slobozia.

Proiectul a intrat în atenție în anul 1964, iar în anul 1965 a început construcția sa, fiind dat în folosință ca spital județean în anul 1970. Era perioada în care asistența medicală lua amploare în Slobozia și prin creșterea numărului de dispensare urbane, de întreprindere și școlare. Noul spital a avut un parcurs ascendent, de la 420 de paturi la inaugurare, ajungând în anul 1984 la 676 de paturi (peste 25.000 de bolnavi internați), în anul 1989 numărul paturilor ajungând la 707 (29.700 de bolnavi spitalizați). În prezent spitalul se află în stadiul de extindere, construindu-se o noua secție de primire de urgențe (UPU).

În Slobozia, ca și în restul țării, după 1990 domeniul ocrotirii sănătății a cunoscut prefaceri profunde:
- apariția inițiativei private prin înființarea de cabinete și laboratoare particulare
- organizarea asistenței sanitare pentru populație prin medici de familie
- înființarea unor societăți comerciale care au ca obiect de activitate preocupări medicale precum distribuția de medicamente, recoltarea și condiționarea plantelor medicale, întreținerea și distribuirea aparaturii și echipamentelor sanitare.

În oraș există mai multe cabinete particulare din majoritatea domeniilor medicale, laboratoare de analize și diagnosticări și 16 farmacii.

## Sport
La Slobozia, abia către anul 1900 se poate vorbi de o mișcare sportivă în forme oarecum mai organizate în competiții oficiale la diverse niveluri, ori în asociații, societăți, cluburi, școli etc. Dar este de la sine înțeles că sportul nu putea lipsi din preocupările sau obiceiurile locuitorilor, chiar dacă acesta lua alte forme decât cele standardizate prin regulamente. Astfel că exercițiul fizic era oricum prezent în preocupările acelor timpuri, precum vânătoarea și pescuitul, călăria, trasul cu arcul, aruncările de obiecte, jocurile, luptele, dansurile, întrecerile din școli, de la târguri sau de la alte forme de petreceri.

Un impuls pentru mișcarea sportivă din Slobozia l-a constituit introducerea în anul 1893 a gimnasticii ca obligație școlară, ca obiect de învățământ. Dar cea mai semnificativă chemare către sport va fi lansată la 15 iunie 1923, când a fost promulgată "Legea pentru educația fizică". Urmare a acesteia, la Slobozia s-au constituit mai multe asociații și societăți prin care era promovat sportul, între acestea fiind de amintit Societatea "Olimpia" (1926) care avea drept scopuri răspândirea culturii în mase, cultivarea gustului pentru sport și organizarea de șezători, apoi Societatea culturală și sportivă "Avântul" (1926).

Într-un document al Primăriei orașului, din 2 iunie 1942, la capitolul Educația fizică și sportul se menționează: Sportul se face pe terenuri improvizate neavând teren propriu amenajat în acest scop, stadioane și ștranduri nu sunt.

Introducerea, din anul 1945, în planurile de învățământ ale gimnaziilor unice a orelor de sport și de ansamblu sportiv a fost profitabilă pentru sportul slobozean, această măsură generând amenajarea unor săli de gimnastică la parterul farmaciei Cupali (1950) și, apoi, la Școala medie mixtă, primul liceu (actuala Școală Nr.3).

Cele mai importante personalități ale lumii sportive slobozene din acea vreme au fost profesorii Gheorghe Nedelcu și Octavian Domnișoru, cei care din anul 1953 vor participa la amenajarea stadionului orășenesc (același și azi).

Primele mărturii mai importante despre competiții și rezultate ale unor întreceri sportive, precum și despre organizarea unor sporturi prevum volei, tenis de masă, handbal, atletism, fotbal, șah ne vin dintr-un raport școlar din anul 1954, în care este evidențiat ca animator același profesor - Gheroghe Nedelcu.

Existența în Slobozia a Depozitului de armăsari, devenit apoi ICZ, a atras în mod foarte semnificativ practicarea în localitate a unui sport de mare frumusețe - hipismul, care a afirmat sportivi slobozeni și în numeroase competiții naționale, unul dintre aceștia fiind Dumitru Dănoaica, el fiind și antrenor. În anul 1947, chiar se amenajase aici un hipodrom (aproximativ spațiul cuprins între Centrul Cultural și Piața Agroalimentară), unde - la fiecare sfârșit de săptămână - se organizau competiții specifice, în prezența unui public local foarte numeros și participativ. [După mulți ani, din 1992, Ilie Alexandru va relua pe un plan excepțional, în cadrul firmei Hermes, tradiția creșterii cailor de rasă și a hipismului la Slobozia. Antrenorul emerit I. Velicu, sportivii Cristina Cătălin, Răzvan Bozan, Aurel Cojocaru, Ștefan Stoica, Ionel Bucur, Magda Isopescu ș.a. au realizat performanțe remarcabile și au obținut cele mai înalte titluri și medalii la campionatele Naționale și Balcanice, la cupe precum "Hermes", "Felix Țopescu", "Samsung"].

După înființarea raionului (1950), o nouă viață economică și socială la Slobozia a atras și înființarea a numeroase cluburi sportive, unele foarte active, care au promovat sporturi, sportivi, antrenori și animatori: "Voința CMP", cu animatorul Gogu Arapu, Jan Buzoianu, animator de excepție la Slobozia Nouă, Ion Puia la asociația "Spicul Bora", CS "Energia", cu o bună echipă de fotbal. Au apărut și alte sporturi, precum popicele și boxul, s-au remarcat în epocă profesori precum Ecaterina Mărăcine (Iorga), Petre Nicolae, Eugen Zăinescu, Ion Neacșu, Gheroghe Nedelcu, Gheorghe Neagu,Mihailescu (scrima), Puscasu Marius (scrima), Marin Mihaita (scrima), Savu Ion (atletism) (tenis), Parvu Zaharia (handbal), Simion Marian (handbal), Prepelita Constantin (fotbal), Basarab Mihai (fotbal), Ion Florin (atletism), Sgura Iulian (atletism) ori animatori precum Virgiliu Popescu ș.a.

Așa-numitul sport de mase a contribuit la dezvoltarea mișcării sportive locale, în special prin organizarea susținută a unor competiții ("Circuitul ciclist al județului" de un real succes). 

Creare, în anul 1971, a Școlii Sportive, apoi apariția Clubului Sportiv Școlar (CSS) au condus către performanță sportul slobozean. Însuși Ilie Alexandru, viitorul patron al imperiului Hermes, s-a distins prin rezultatele de excepție obținute ca antrenor al lotului local de box.

Sporturile mai bine reprezentate la Slobozia au fost, în timp, fotbalul (încă din 1930), handbalul feminin, popicele, tenisul de masă, voleiul, șahul, luptele libere, scrima, atletismul, boxul. Atletismul a afirmat sportivi importanți precum Tudorița Chidu, Corina Gârbea, Doina Spircu, Dănuț Simion, Iulian Sgură ș.a.

În domeniul fotbalului, Slobozia este în prezent reprezentată de echipa Unirea Slobozia , evoluând în Liga a II-a (seria 1) a campionatului extern.

### Competiții importante
- Memorialul Zăinescu - fotbal
- Memorialul Ionel Stoica - handbal fete
- Cupa Naparis - tenis de câmp
- Cupa Tenis Con (de la porecla Conașu' a lui Iosif Duhovnicu, mare animator la tenis de câmp)
- Cupa Ialomitei - Atletism - peste 40 de editii

## Turism
Deși Slobozia nu este un oraș turistic, beneficiază de vecinătatea stațiunii Amara, ca și de poziția sa pe Drumul European E60 spre litoralul Mării Negre. Hotelurile și restaurantele, popasurile turistice de pe șosea, au sporit gradul de activitate pentru turism.
Principala atracție turistică a zonei o reprezintă lacul Amara, la 8 Km Nord de oraș, cunoscută stațiune balneo-climaterică. Ca parte a complexului turistic, există o copie fidelă a fermei familiei Ewing din serialul Dallas și o copie miniaturală a turnului Eiffel (54 m).

### Muzee
- Muzeul Național al Agriculturii (M.N.A.) (Bd. Matei Basarab, nr.10): După cum este menționat și în titulatură, este unicul muzeu de domeniu din România. Administrează:
  - Biserica de lemn "Poiana", monument istoric și de arhitectură (1737); asigură toate serviciile religioase pentru Parohia "Buna Vestire".
  - Ferma model "Perieti", monument de istorie agrară.
  - Parc (1,7 ha, 40 specii dendrologice).
  - Peste 8.400 de piese constituite în colecții de unelte, mașini agricole și arheologie industrială, mijloace de transport, etnografie, memorialistică, ecleziastică etc.

Arhiva științifică și documentară cuprinde diapozitive, clișee foto și fotografii, înregistrări audio și video din cercetările de teren, documente cartografice și de presă (peste 100.000 de unități documentare). 8.800 de publicații (cărți, periodice, pliante) și 400 de casete (audio și video) și discuri alcătuiesc fondul bibliotecii. M.N.A. este editorul Colecției "Bibliotheca Romaniae Historiae Agriculturae" (seriile "Din Istoria Exploatațiilor Agricole", "Etnologie" și "Patrimoniu").

M.N.A. este afiliat la organisme internaționale aparținând de UNESCO (Asociația Internațională a Muzeelor de Agricultură, Asociația Internațională de Etnologie și Folclor, Organizația Internațională de Arte Populare).

Din decembrie 2002, prin Legea Muzeelor, Muzeul Agriculturii din România a devenit Muzeu Național.
- Muzeul Județean de Istorie (Bd. Matei Basarab, nr. 30):Muzeul Județean Ialomița deține un valoros patrimoniu arheologic, dobândit în urma cercetărilor sistematice, sau a descoperirilor întâmplătoare. Colecția de arheologie este constituită din obiecte ce aparțin unor perioade istorice diferite, începând din Neolitic (mil. V î.Hr.) și până în plină epocă medievală (sec.XV-XVIII).

### Biserici și mănăstiri

Incinta mănăstirii Slobozia

Mănăstirea

Privire de ansamblu asupra mănăstirii

- Mănăstirea "Sfinții Voievozi (Sfinții Arhangheli Mihail și Gavriil)"    Deși documentele sunt confuze, se pare că pe vechiul amplasament și păstrând construcția inițială a mănăstirii ridicate de Ianache Caragea la câțiva ani după ce devenise stăpânul satului, Matei Basarab a înălțat, în jurul anului 1634, mănăstirea cu hramul Sfinții Voievozi, înconjurând-o cu un puternic zid de incintă și adăugând, probabil, clădirile mănăstirești.

Din vechea ctitorie se mai păstrează turnul clopotniței - partea inferioară - și zidul înconjurător, mănăstirea fiind reparată și refăcută de egumenul Gavril in 1836, iar ulterior, în mai multe rânduri, de către preoții slujitori, cu ajutorul enoriașilor.
 
În secolele XVII-XVIII mănăstirea primește ca daruri domnești terenuri, moșii, păduri, ocine, vii, viața locuitorilor din zonă desfășurându-se, practic, până în a doua jumătate a veacului, în jurul lăcașului sfânt.

După reformele lui Cuza, prin secularizarea averilor mănăstirești, pământurile mănăstirii sunt împărțite locuitorilor comunei, mănăstirea fiind transformată în biserică de mir (de parohie), stare menținută până în anul 1994, când biserica a redevenit obște monahală pentru femei.
- Catedrala Episcopală:    A treia, ca mărime, din țară. Construită între anii 1992-2004.
- Biserica de lemn (Poiana, sec. XVIII)

Biserica de lemn

Surse diferite dau ca an de construcție a bisericii de lemn din satul Poiana de Jos, cu hramul Sfântul Nicolae, original și autentic document de istorie și arhitectură, anii 1737 și 1746. Pisania bisericii, rescrisă în anul 2000 când aceasta a fost strămutată la Slobozia, menționează ca an al înălțării 1737, ctitor fiind boier Răducan Târcă cu familia sa. Este construită din bârne de stejar (surprinzător pentru această zonă, unde bisericile se făceau la acea vreme din nuiele împletite), acestea fiind suprapuse orizontal și îmbinate la capete în cheotori. Toată lucrarea a fost executată din bardă și secure. Este de tip navă cu o singură turlă, cu decorațiune de brâu în torsadă (funie) și sculptată la stâlpul pridvorului, ancadramentul ușii pronaosului, la strană, catapeteasmă și masa altarului. Acoperișul este din șindrilă.

Documentele spun că din anul 1775 aici a funcționat o școală cu doi preoți și un dascăl. A fost biserică de cult până în jurul anului 1900, când a început să fie abandonată de localnici. Timp de 50 de ani, aceasta a fost supusă degradării, fiind așezată în câmp deschis. În anul 1979, biserica a fost restaurată și reamplasată în zonă.

În perioada septembrie-decembrie 2000, biserica a fost strămutată la Slobozia, în parcul M.N.A., într-o ambianță extrem de favorabilă, și reconstituită de o echipă de meșteri maramureșeni. Din vechea alcătuire a acestui monument lipsesc acum unele elemente originale. La 17 decembrie 2000, biserica a fost târnosită pentru a fi redată cultului, slujba fiind oficiată de PS Dr. Damaschin Coravu, episcopul Sloboziei și Călărașilor. Cu acest prilej, hramului "Sf. Ierarh Nicolae" i s-a adăugat și hramul "Buna Vestire".
- Biserica "Adormirea Maicii Domnului" (c. Bora)

Ctitorie a Smarandei Doicescu, sfințită la 15 august 1863. Este construită din yidărie de cărămidă și învelitoare de tablă, cu pardoseală și catapeteasmă din lemn. Originalitatea arhitecturală a acestei biserici constă în combinația celor patru cruci pe care se sprijină turla și arcurile legate prin grinzi puternice de stejar. Pictura originală a fost realizată de Costache Dumitrescu-Buzău, pictor de biserici renumit în vremea sa, refăcută și restaurată în anul 1912 de Sava Hențea și în 1965 de Stela Ionescu. Pisania bisericii datează din anul sfințirii și se află deasupra intrării în pronaos. Din aceasta aflăm că sfințirea s-a făcut fiind domn prințipatelor unite România Alessandru Ioanu Cusa.

### Monumente și locuri

#### Monumente

Monumentul Eroilor

- Monumentul Eroilor (Parcul Tineretului)

Piatra fundamentală a Monumentului Eroilor a fost pusă la data de 29 iunie 1927, iar după un an, la 10 iunie 1928, acesta avea să fie inaugurat în cadrul unei ceremonii deosebite. Primul său amplasament era în fața fostului cinematograf Ialomița, pe Bdul. Matei Basarab (la acea vreme acela fiind centrul Sloboziei). După anul 1982, când zona a intrat în reconstrucție, monumentul a fost dislocat și a yăcut vreo 5 ani, abandonat, în curtea pepinierei.

În anul 1988, acesta și-a aflat locul în parcul Tineretului, într-o ambianță solemnă, construită după planurile arhitectului Ion Vede. Vecinătatea creată ulterior prin construirea Catedralei Episcopale i-a sporit măreția. Monumentul este opera sculptorului bucureștean Iordănescu șia a fost turnat în bronz la turnătoria "G. Dănilă" din București. Fondurile necesare înălțării acestei lucrări au fost strânse din donații publice (324.253 lei). Monumentul reproduce chipul unui soldat ("Eroul Necunoscut"), într-o atitudine solemnă (prezentând arma pentru onor). Pe fața soclului se află inscripția SLAVĂ EROILOR DIN SLOBOZIA CARE S-AU JERTFIT PENTRU LIBERTATEA ȘI INDEPENDENȚA PATRIEI, sub care este reprezentat în basorelief chipul colonelului Ion Popescu, ajutorul comandantului Regimentului 79 Infanterie din Slobozia și comandant al Bateriei 1 din același Regiment, mort pe câmpul de luptă de la Turtucaia, la 23 august 1916. Pe fețele soclului mai sunt menționate numele a 114 soldați, 18 ofițeri, 19 plutonieri și sergenți - căzuți în lupte în anii 1916-1917.
- Cimitirul Eroilor

La 22 iunie 1927, în prezența mareșalului francez Henri Philippe Pétain, au avut loc festivitățile de punere a pietrei de temelie a Cimitirului Eroilor din Slobozia. Finanțate de Societatea „Cultul Eroilor”, aceste lucrări s-au încheiat în anul 1932, când a și fost inaugurat obiectivul. Aici sunt înhumați ofițeri și soldați români decedați în Primul Război Mondial, dar și combatanți de naționalitate franceza, algeriană, australiană, engleză, indiană, turcă și germană. Ulterior, în fața acestui edificiu s-a mai adăugat o zonă în care au fost înhumați eroi din Al Doilea Război Mondial și o alta în care se găsesc mormintele a 7 eroi ai Revoluției române din decembrie 1989. Tot în vechiul cimitir se regăsește, într-un sector separat, piatra funerară a medicului locotenent George Sculi (1873-1917), fost director al spitalului din Slobozia, decedat în război la 18 martie 1917.

La intrarea în curtea Cimitirului este așezată o placă de marmură cu următoarea inscripție bilingvă (engleză-română):
ROMANIA
The military cemetery of Slobozia, Eternity Street No.2. Built in 1923 by "Heroe's Cult" Society, Bucharest. Here rest in peace: 214 Algerians, 10 Englishmen, 1 Frenchman, 18 Germans, 142 Indians, 77 Romanians, 1493 Turks, 40 Unknown people. MAY THEIR GLORY BE ETERNAL.
ROMÂNIA
Cimitirul militar Slobozia. Strada Eternității Nr.2. Construit în anul 1932 de Societatea "Cultul Eroilor" București. Aici se odihnesc: 214 algerieni, 10 englezi, 1 francez, 18 germani, 142 indieni, 77 români, 1493 turci, 40 necunoscuți. GLORIE ETERNĂ
- Monumentul Principelui arab Gherainia Mahumed

Monumentul lui Gherania Mahumed în anii '30. Fotografie de Costică Acsinte

Ridicat în memoria Principelui algerian Gherainia Mahumed, împușcat de către trupele germane în Slobozia, la 14 octombrie 1916. Monumentul are formă de piatră funerară musulmană, având basoreliefată o semilună cu stea (însemnul religios musulman, prezent și pe steagul Algeriei) și inscripția bilingvă (franceză-română):
Ici a ete fusille par les Alemands le 14 octobre 1916 le Prince Arabe Gherainia Mahumed. Victime de son devouement pour la France et la cause des Allies.
Aci a fost împușcat de germani la 14 oct. 1916, Principele Arab Gherainia Mahumed. Victima devotamentului său pentru Franța și cauza Aliaților. Soc. Mormintele Eroilor căzuți în Răsboiu.

#### Parcuri
În Slobozia există 92,04 ha spații verzi și 29.270 m.l. garduri vii (inclusiv scuaruri). Pe lângă cele 35,23 ha spații verzi printre blocuri, cele mai importante parcuri ale Sloboziei sunt (34,5 ha):
- Tineretului - 15,6 ha (se preconizează o extindere a zonei de parc cu 10,84 ha)
- Est - 7,5 ha
- Ialomița - 5,1 ha
- Muzeul Agriculturii - 2,4 ha
- Ambianța - 1,6 ha
- Eminescu - 1,2 ha
- E14 - 0,7 ha
- CFR - 0,4 ha

### Locuri de cazare

Hotel Select, iarna

#### 3 stele
- Hotel Select (Piața Muntenia)
- Hotel Central (zona Central)
- Hotel Privighetoarea (Șoseaua de centură)
- Hotel Dallas (în complexul Hermes)

#### 4 stele
- Hotel Console (lângă Mănăstire)

## Repere istorice
Descoperirile arheologice de la Slobozia Bora, aparținând culturii Boian, atestă existența unei așezări neolitice în această zonă (3000 - 2500 î.Hr.).
- 1594, 20 martie - prima atestare documentară a localității, cu numele de Vaideei, sub domnia lui Mihai Viteazul.
- 1614 - Domnitorul Radu Mihnea emite un act prin care declară teritoriul liber de dări (am dat domnia mea și slobozie pentru trei ani, care va vrea să vină să trăiască în această siliște). Este pomenită și mănăstirea din Slobozia lui Ianache.
- 1627 - cutremur de pământ. Biserica mănăstirii este grav afectată, ceea ce face pe domnitorul Matei Basarab să hotărască refacerea din temelii a sfântului lăcaș.
- 1634 - are loc sfințirea mănăstirii „Sfinții Voievozi” de către Chiril Lukaris, patriarh al Constantinopolului, împreună cu un sobor de 500 de preoți, Matei Basarab împrejmuind-o cu ziduri de apărare; a fost închinată mănăstirii Dohiaru, de la Sfântul Munte, pâna la jumătatea secolului al XIX-lea.
- 1658 - vizita cărturarului Paul de Alep, cleric ortodox sirian, fiul patriarhului Macarie.
- 1630-1688 - serie de hrisoave care amintesc de Slobozia lui Ianache.
- 1743 - prin reorganizarea administrativă a țării, Slobozia devine capitala plășii Slobozia. Din anul 1831 și până la desființarea plășilor în anul 1952, plasa Slobozia se va numi plasa Ialomița.
- 1772 - apare, pentru prima dată, denumirea oficială de Slobozia, într-un document al lui Constantin Ipsilanti.
- 1796 - are loc primul bâlci anual organizat în Slobozia.
- 1807, 24 august - la Slobozia s-a încheiat tratatul de pace dintre ruși și turci, ce pune capăt războiului din anii 1805-1807. Tratativele au fost conduse de contele Lascarov din partea rușilor și Ghalib Efendi din partea turcilor.
- 1812 - se semnează, la mănăstirea Sfinții Voievozi, un tratat de pace, după războiul ruso-turc.
- 1831 - Regulamentul Organic. Conducătorul localității este numit un pârcălab (primul din Slobozia a fost Radu Soare).
- 1834 - se înființează prima școală din localitate (local încă existent - Școala Nr.1).
- 1864 - Reformele lui Cuza; averea mănăstirii Sfinții Voievozi este secularizată (245 de familii primesc 2.005 pogoane de pământ), iar locașul devine biserică de mir.
- 1865 - localitatea devine Comună Rurală.
- 1865, august - crearea Curții judecătorești de plasă.
- 1872 - își începe activitatea Oficiul Telegrafo-poștal din Slobozia.
- 1875 - ia ființă în Slobozia Școala de fete.
- 1879 - se creează filila Slobozia a Partidului National Liberal.
- 1881 - apare Judecătoria de pace (sau de ocol, cu atribuțiuni de control si îndrumare asupra celor 18 judecătorii comunale de pace din plasă).
- 1883 - se înființeaza filiala Slobozia a Partidului Conservator.
- 1887 - este construită prima gară a Sloboziei (linia Slobozia-Ciulnița-Călărași).
- 1893 - se înființează Depozitul de armăsari (renumit decenii la rând, până dupa anul 1965).
- 1895 - ia ființă Secția de jandarmi (cu cinci persoane).
- 1896 - începe construcția primului spital din Slobozia (finalizată în 1897, deschis la 10 august). Se înființează și prima farmacie din oraș.
- 1897, 13 februarie - cătunul Amara se desparte de Slobozia printr-o decizie a Consiliului Comunei.
- 1898 - se înființează Ocolul silvic.
- 1905 - satul Stejaru se desparte de Slobozia.
- 1905 - racordarea la energie electrică a spitalului. Se înființează primul post de telefonie, în incinta primăriei.
- 1912 - Slobozia este declarată Comună Urbană. La acea dată avea următoarea structură: 26,6 ha, 54 de străzi, două stradele, o șosea și 4.838 locuitori. Secția de jandarmi se transformă în Comisariat de poliție.
- 1914 - începe editarea primului ziar din Slobozia, "Luminătorul".
- 1919 - primul om politic din Slobozia care accede la demnitatea de deputat, învățătorul Ilie Lupu.
- 1921 - începe iluminatul public din Slobozia (cu lămpi "Polar").

Inscripția de pe podul pietonal Slobozia cu menționarea constructorului și anul construcției

- 1926 - este inaugurat primul pod rutier peste râul Ialomița (în prezent folosit doar ca pod pietonal), construit de fabrica E. Wolf, București-Filaret.
- 1929 - se creează prima școală elementară din localitate, Școala de comerț (desființată în 1936).
- 1931 - se înființează Școala mixtă nr.1 (Școala Fuerea).
- 1936 - înființarea primei linii de transport regulat în oraș (până la Amara, de două ori pe zi, cu autobuzul). Ia ființă și prima fanfară a orașului.
- 1938 - în urma unor grave inundații, încep lucrările de amenajare a digului de apărare a orașului împotriva revărsărilor râului Ialomița.
- 1941 - Slobozia capătă rangul de oraș; numărul locuitorilor crește la 7.290.
- 1945 - ia ființă Gimnaziul Unic (urmre a Jurnalului Consiliului de Miniștri din 28 noiembrie, întărită ulterior juridic prin Legea 216/1946).
- 1950 - reforma administrativ-teritorială; Slobozia devine reședința raionului omonim.
- 1950, 3 decembrie - au loc primele alegeri de deputați în Sfaturile Populare.
- 1952 - marchează înființarea liceului din Slobozia (Școala medie, viitorul Liceu de Mate-Fizică, în 1968 și Colegiu Național "Mihai Viteazul", din 2000).
- 1952 - iau ființă Procuratura, Notariatul de Stat și Baroul de avocați.
- 1953, 21 martie - este inaugurat cinematograful "Ialomița".
- 1954 - Școala de fete și Școala de băieți se unesc, luând naștere Școala mixtă nr.1.
- 1965 - începe construcția actualului spital (terminată în 1970).
- 1968 - o nouă reformă administrativ-teritorială; orașul devine reședința județului Ialomița.
- 1968 - ia ființă Tribunalul Județean Ialomița, cu sediul la Slobozia.
- 1971 - este transferat de la Călărași Liceul Pedagogic. Este inaugurat Muzeul Județean de Istorie Ialomița.
- 1971, 21 mai - a fost dată în folosință Tipografia Slobozia.
- 1972 - intră în circuitul școlar Liceul Industrial cu profil de construcții și instalații (Liceul Al.I.Cuza).
- 1972, aprilie - este dat în folosință Clubul Tineretului.
- 1973 - are loc prima ediție a Festivalului "Floare de pe Bărăgan" (la început cu caracter județean, apoi național și, în cele din urmă, internațional).
- 1975 - este deschisă Casa de Cultură a Sindicatelor. Ia ființă Școala Populară de Artă.
- 1976 - a început să funcționeze, în local propriu, Liceul "Mihai Eminescu". Are loc primul concert al fanfarei orașului (dirijor, colonel Gheorghe Sârghie).
- 1977 - este inaugurat podul rutier peste râul Ialomița; în uz și astăzi.
- 1979, 1 august - Slobozia este ridicată la rangul de municipiu.
- 1981, 23 ianuarie - divizarea județului Ialomița în Ialomița și Călărași, prin Decretul Consiliului de Stat Nr.15. Slobozia devine reședința județului Ialomița.
- 1982 - intră în funcțiune la Combinatul Chimic fabrica de argon.
- 1984 - începe racordarea la gaz metan a orașului.
- 1992, 15 iulie - punerea pietrei de temelie a Catedralei Episcopale cu hramul "Înălțarea Domnului" de către PF Teoctist Arăpașu (lucrare terminată prin sfințirea acesteia, la 25 martie 2004).
- 1994 - Școala de muzică și arte plastice este ridicată la rangul de liceu (Liceul de Arte).
- 1994, 6 februarie - ia ființă Episcopia Sloboziei și Călărașilor și, împreună cu aceasta, Seminarul Teologic Liceal Ortodox.
- 2005 - Un arbore de tip Ginkgo Bioloba care se află în Piața Revoluției devine protejat de lege, în urma unei hotărâri de Consiliu Județean.
- 2009 - Începe un proiect de amploare în domeniul apei, alături de Călărași. În urma suspiciunilor de pe urma studiului de fezabilitate, Mun. Călărași se retrage din proiect, acesta continuând din banii slobozenilor. Urmările proiectului sunt vizibile și astăzi, apa plină cu amoniac extrasă de sub fostul combinat este comercializată și astăzi pentru uz casnic. Primarul în al cărui mandat s-a făcut lucrarea a fost bătut cu portocale într-un supermarket, drept nemulțumire a cetățenilor. Partidul de la care făcea parte l-a exclus după încheiere mandatului în 2012.
- 2013 - Începe lucarea la un mare magazin Cora, lângă Cartierul Pepinieră. Proiectul a eșuat și a adus primăriei pagube de 8 milioane de euro.
- 2014, 1 decembrie - Este inaugurata stauia domnitorului Mihai Viteazul, ce a adus o groază de speculații datorită faptului că era foarte gras. Acest lucru a creat un val de amuzament asupra televiziunilor.
- 2014 - Încep lucrările la o nouă grădiniță care va fi deschisă în septembrie 2019, în Cartierul Pepinieră.
- 2014 - Încep lucrările la parcarea subterană ce ar urma să fie terminată în 2020, pe fonduri locale.
- 2017 - Sunt continuate lucrările la magazinul Cora de către o firmă locală ce va dori transformarea magazinului într-un mall.
- 2017, 1 decembrie - Este înlocuită statuia lui Mihai Viteazu ce a creat discuții asupra televiziunilor.
- 2018, noiembrie - Dedeman, liderul național de bricolaj semnează toate documentațiile pentru construcția magazinului. Este cea mai mare investiție în domeniul bricolajului (în ultimii 30 de ani) din Slobozia.
- 2018, decembrie - Slobozia Value Center, cel mai modern mall, deschide porțile spre sfârșitul lunii decembrie.

## Personalități marcante
- Costică Acsinte (1897 - 1984) fotograf, lasă un fond documentar de peste 9.000 de fotografii despre Slobozia și satele din împrejurimi;
- Ion Albeșteanu (1932 - 1997) violonist, dirijor, șef de orchestră și lăutar;
- Florin Costinescu (1938 - 2019), jurnalist, redactor la diverse publicații, în ultima perioadă, publicist-comentator la revista "Contemporanul";
- Mihai Ungheanu (1939 - 2009), jurnalist, critic literar, scriitor și om politic, senator;
- Mircea Dinescu, (n. 1950), poet, editor, disident în perioada comunistă;
- Petru Filip, (n. 1955), om politic, fost primar al municipiului Oradea; a reprezentat România în Parlamentul European;
- Cornel Cernea, (n. 1976), portar la FC Steaua București;
- Adrian Mihalcea (n. 1976), antrenor la FC Unirea 04 Slobozia;
- Minelli (n. 1988), cântăreață, compozitoare, textieră;
- Doina Spircu (n. 24 iulie 1970) este o canotoare română, laureată cu aur la Atlanta 1996.
- Marius Matache (n. 25 octombrie 1979), cântautor de muzica folk, cercetător și activist pentru mediu;
- Elena Voicu⁠(d) (n. 1990), handbalistă;
- Michaela Prospan (n. 29 februarie 1992), este actriță de teatru și film, cunoscută pentru rolurile sale în serialele Fructul Oprit, Sacrificiul, și Iubire cu Parfum de lavandă difuzate la Antena 1.
- Stefan Andrei (n. 1987), medic, medaliat cu bronz la Olimpiada Internationala de Chimie, Coreea de Sud, 2006.

## Galerie de imagini

centrul cultural Ionel Perlea
CEC
piata revolutiei
Piața Muntenia
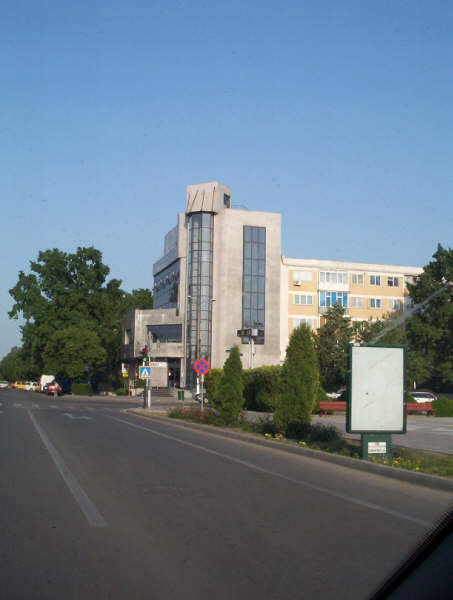
Bulevardul Matei Basarab-Sucursala BRD
Centrul Civic
Centrul Civic - Primăria
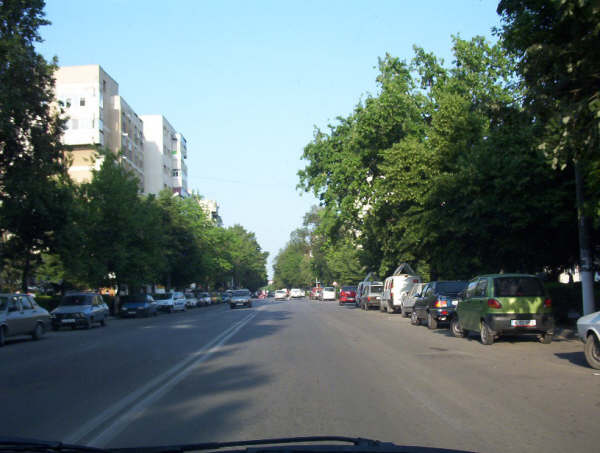
Bulevardul Matei Basarab
Monument în memoria principelui arab Gherainia Mahumed
Piața Muntenia - Spitalul Județean
Statuia lui Ionel Perlea
Sediul Episcopiei Sloboziei și Călărașilor-E14
Statuie reprezentand bogățiile Bărăganului
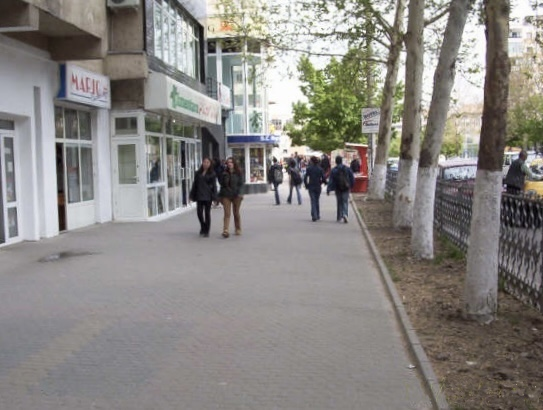
Bulevardul Matei Basarab
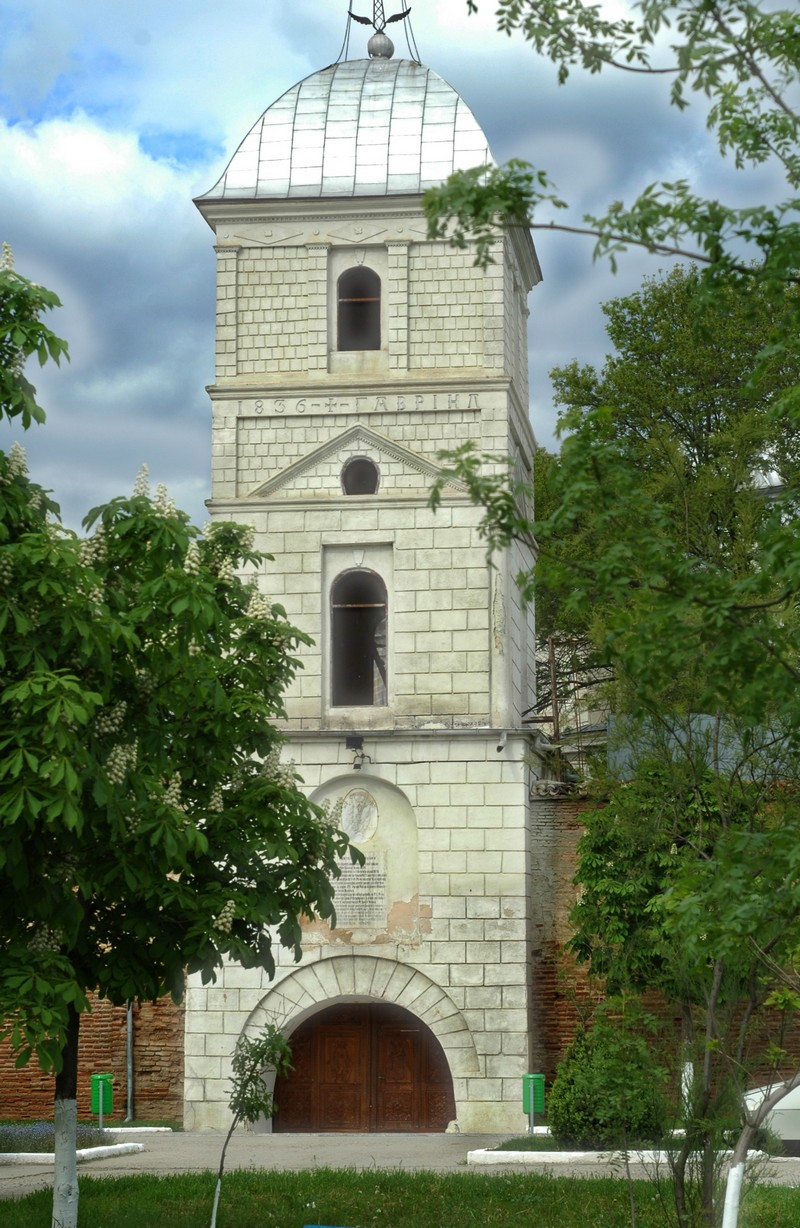
Turnul manastirii Sfintii Voievozi in anii 2000